# St-Étienne (Beauvais)
Die dem hl. Stephanus geweihte ehemalige Kollegiatkirche und heutige Pfarrkirche Saint-Étienne in der nordfranzösischen Stadt Beauvais gehört zu den interessantesten und eindrucksvollsten Sakralbauten Frankreichs. Bereits im Jahr 1846 ist der Kirchenbau als Monument historique anerkannt worden.

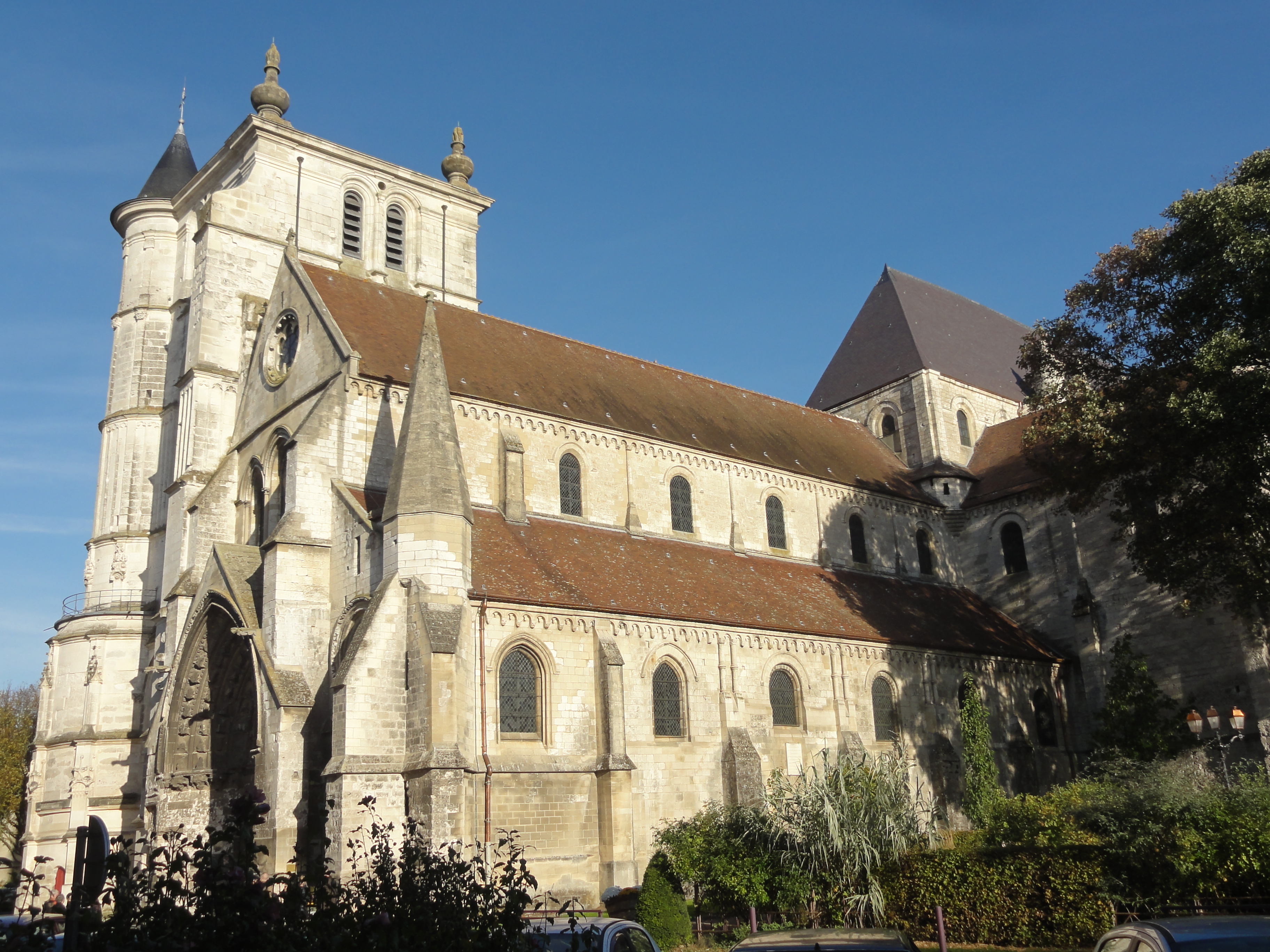
Kirche Saint-Étienne

## Lage
Die Kirche Saint-Étienne liegt etwa 400 Meter südlich der Kathedrale nahe dem heutigen Zentrum der Stadt Beauvais in der Region Hauts-de-France und der historischen Kulturlandschaft der Picardie, deren Hauptstadt Amiens war.

## Baugeschichte

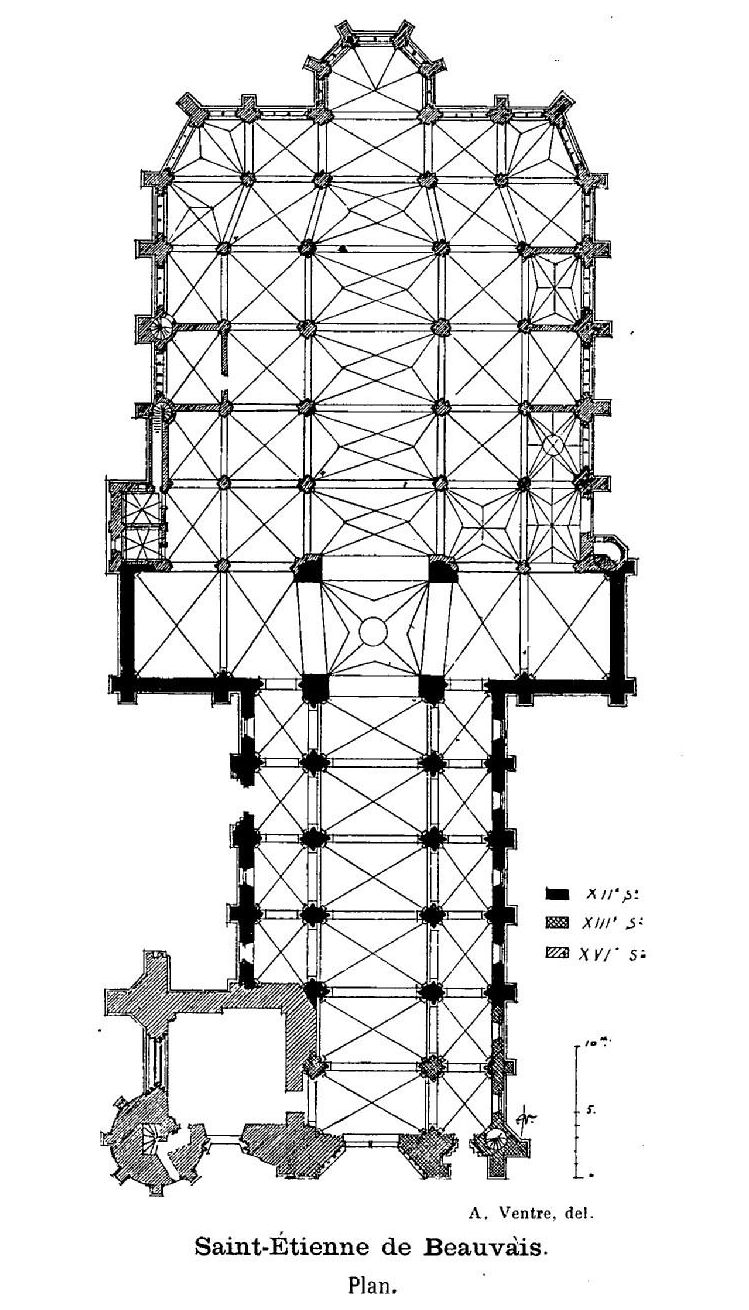
Grundriss

Bereits im 11. Jahrhundert gab es in Beauvais eine Stephanuskirche, die im Jahr 1072 von Papst Urban II. als „Mutter und Haupt aller Kirchen von Beauvais“ bezeichnet wurde. Sie lag zu dieser Zeit außerhalb der Stadtmauern, die jedoch auf Befehl des französischen Königs Philipp August um das Jahr 1200 erweitert wurden. Wenige Jahre zuvor (1180) war die Kirche einem Brand zum Opfer gefallen und wurde im ausgehenden 12. und beginnenden 13. Jahrhundert in spätromanischen Stilformen komplett erneuert. In dieser Zeit wurde die Kollegiatkirche auch zur Hauptpfarrkirche der Stadt und im Jahr 1390 wurde die Rathausglocke im ehemaligen Vierungsturm der Kirche installiert. Im beginnenden 16. Jahrhundert entschloss man sich, eine neue gotische Kirche zu bauen – der Altar der Kirche wurde in der Vierung aufgestellt; diese sowie das gesamte Querhaus wurden sodann auf der Ostseite geschlossen. Danach wurde der romanische Chor abgerissen und bis etwa 1520 durch eine dreischiffige spätgotische Choranlage mit Seitenkapellen ersetzt; diese war etwas länger als das romanische Langhaus, beinahe doppelt so breit und um etwa fünf Meter höher. Nach Fertigstellung des Chores stockten die Bauarbeiten bis am 30. April 1573 der Vierungsturm der benachbarten Kathedrale wegen statischer Probleme einstürzte und man sich entschloss, auch die Nordwestseite von Saint-Étienne zu stabilisieren, was gegen Ende des 16. Jahrhunderts durch einen massiven neuen Turm geschah. In der Nacht vom 14. zum 15. Februar 1702 tobte ein schweres Unwetter über der Stadt, durch das etliche der wunderbaren und großflächigen Fenster im oberen Bereich des Chores zerstört wurden. Die Kasse der Kirche war leer und die Kanoniker weigerten sich, die notwendigen Reparaturarbeiten aus eigener Tasche zu finanzieren; all dies führte zur Aufhebung der Kirchenkapitels im Jahr 1742. Von da an spielte Saint-Étienne nur noch die Rolle einer Pfarrkirche. In den Anfangsjahren der Französischen Revolution fielen das Tympanon und Teile der Ausstattung der Wut und dem Vandalismus des Mobs zum Opfer; die Kirche wurde in einen Lagerraum umgewandelt und erst 1796 wieder dem Kult geöffnet. Im Juni 1940 zerstörten deutsche Fliegerbomben Teile des Chors und auch die Gewölbe des Mittelschiffs stürzten ein – die Restaurierungsarbeiten dauerten bis ins Jahr 1959.

## Architektur

### Romanische Bauteile

#### Querhausfassade
Die nördliche Querhausfassade ist in vieler Hinsicht ungewöhnlich. Das mit einem potentiell unendlichen Rautenmuster (sebka) überzogene Giebelfeld gab zu Spekulationen über eventuelle Einflüsse aus der Maurischen Kunst Anlass. Der äußere Rand des großen zwölfspeichigen und reich profilierten spätromanischen Radfensters wird von den Figuren des Glücksrads der Göttin Fortuna gebildet, die ganz oben thront und die Geschicke der Menschen (Aufstieg rechts und Abstieg links) lenkt. Über ihr ist ein kleines, aber überaus reich dekoriertes Fenster in das umgebende Rautenmuster eingefügt; unter dem Radfenster befinden sich zwei Rundbogenfenster und ein mit Pflanzenmotiven gestalteter Fries, der um die Fensterbögen herum verkröpft ist.

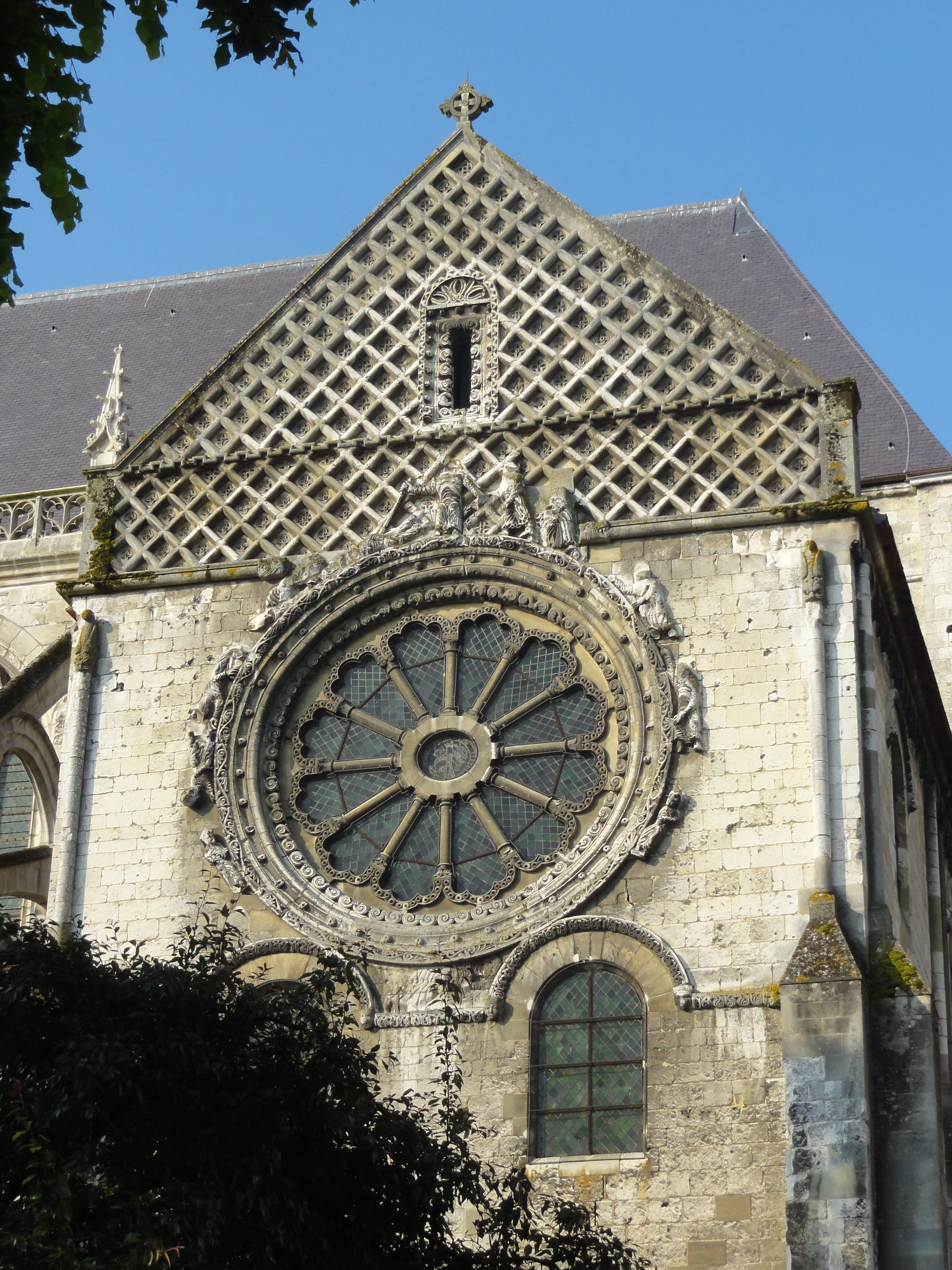
Nördliche Querhausfassade
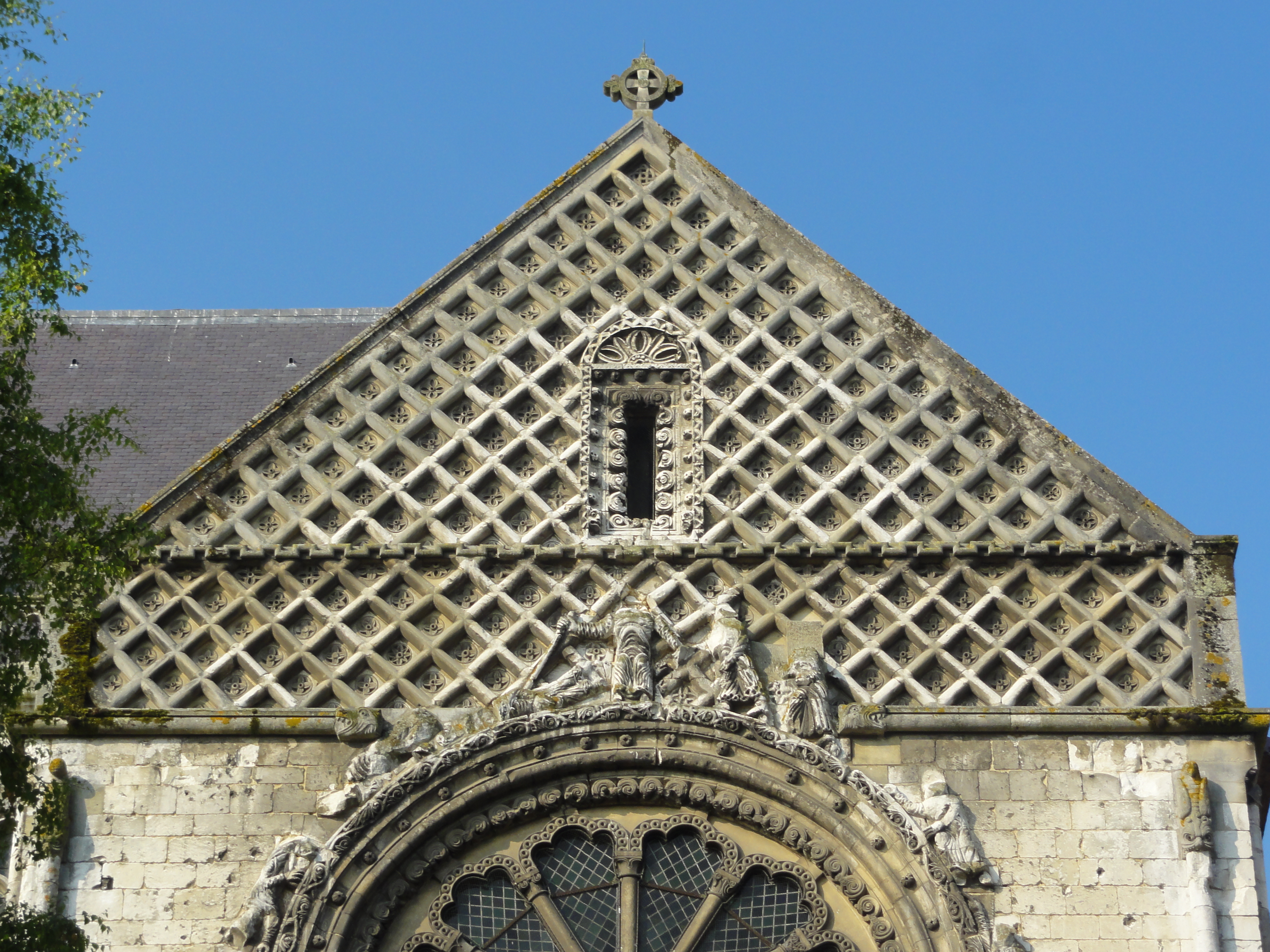
Nördliche Querhausfassade (Ausschnitt)
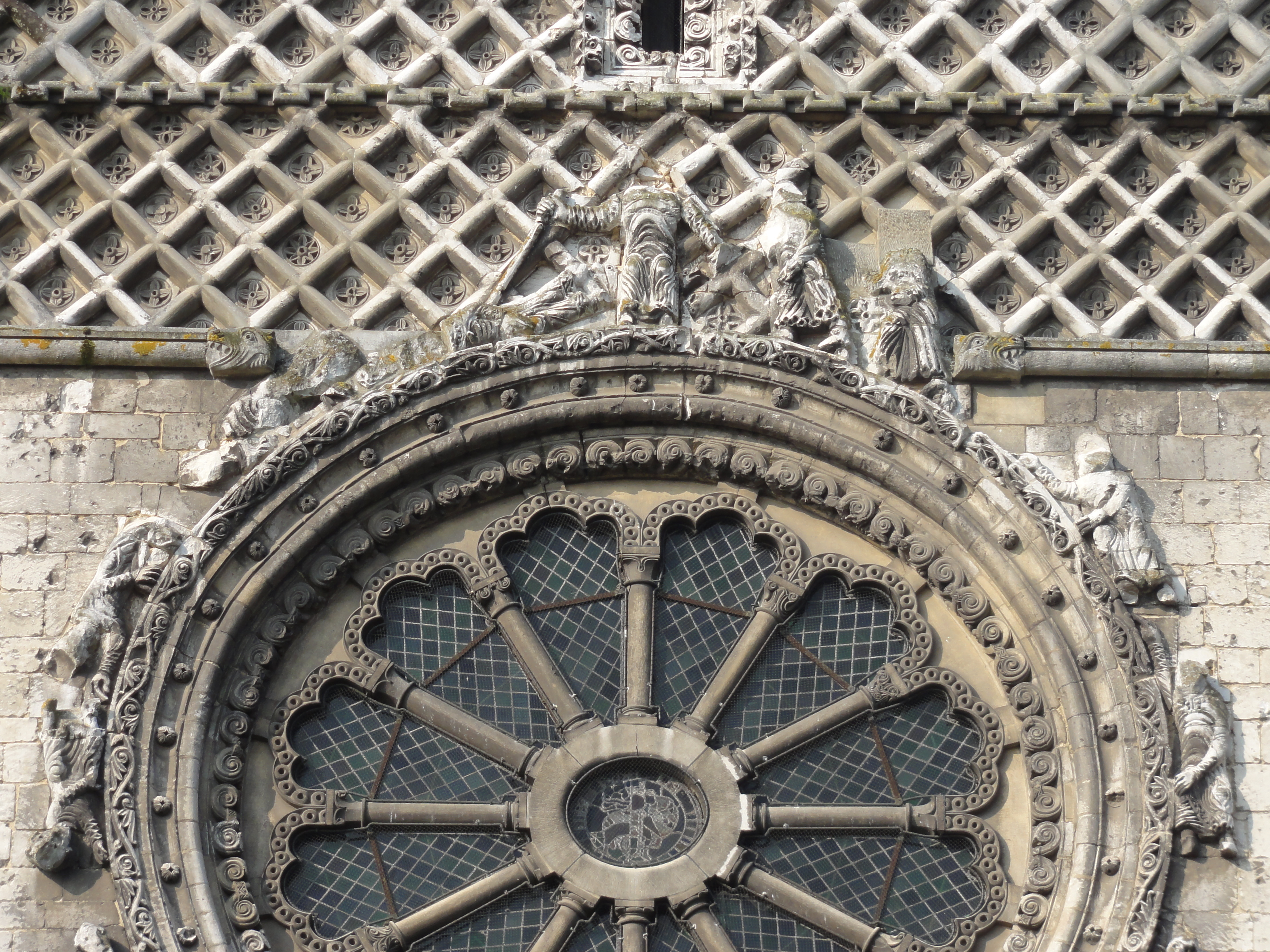
Radfenster und Glücksrad der Fortuna
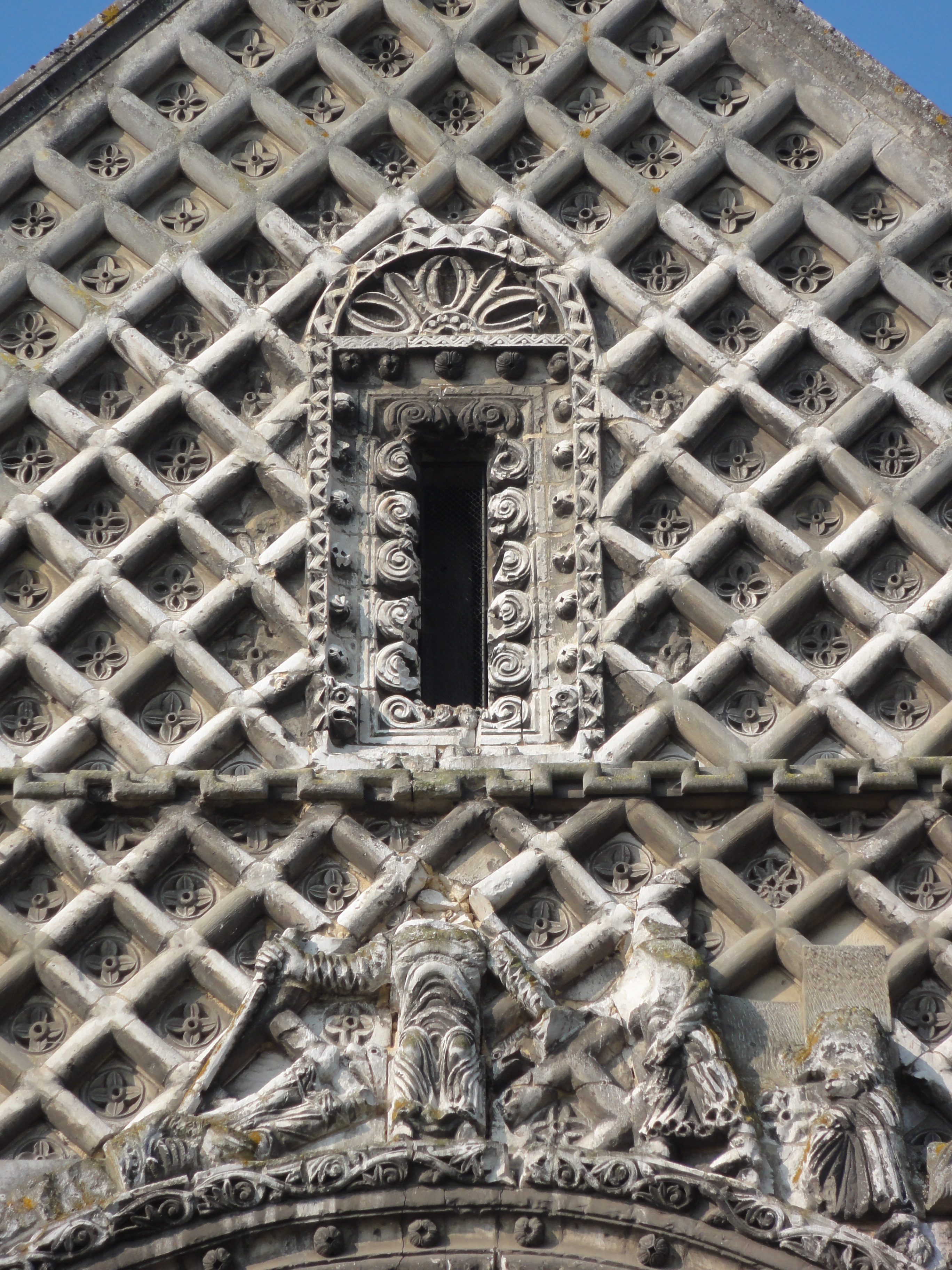
Giebelfenster und Fortuna

#### Langhaus
An der Nord- und Südseite des Langhauses wird die basilikale Anlage des Kirchenbaus deutlich sichtbar – zwei niedrige Seitenschiffe rahmen ein deutlich höheres Mittelschiff, dessen Gewölbeschub über die Seitenschiffe abgefangen wird, die ihrerseits wiederum von Strebepfeilern stabilisiert werden. Unterhalb der Dachtraufen verlaufen Rundbogenfriese. Auf der Nordseite befindet sich zudem ein imposantes Portal mit drei eingestellten Säulen auf jeder Seite und figürlich gestalteten Archivolten, wobei die aus erhöhten Becken trinkende doppelköpfige Vogelwesen im ersten und die Fabelwesen im zweiten Bogen besonders hervorzuheben sind. Das Tympanonfeld zeigt eine zentrale Figur mit seitlichen Fabelwesen (Lindwürmer) innerhalb von Rankenwerk. Die oberen seitlichen Zwickel sowie die Blendfenster zu beiden Seiten des Mittelfensters darüber sind erneut mit einem für die Kunst der Romanik eher ungewöhnlichen unendlichem Muster dekoriert, welches aus quadratischen und rautenförmigen Inkrustationen aus roten bzw. dunklen Steinen besteht. Die zierlichen, von Schaftringen unterbrochenen Doppelsäulen oberhalb der Strebepfeiler finden an der Hochschiffwand ihre Fortsetzung in Einzelsäulen. So werden die Längswände in rechteckige Felder unterteilt, was an anderen romanischen Kirchen wohl öfter mit flachen Lisenen als mit Rundstäben erreicht wird.
Die Seitenschiffe haben schon Rippengewölbe, die aber jeweils in drei Jochen rundbogig sind, ebenso wie ihre Arkadenbögen und Fenster. Die beiden westlichen Joche, nur auf der Südseite erhalten, da auf der Nordseite durch den Turm ersetzt, sind schon frühgotisch gestaltet, mit spitzbogigen Arkaden, Gewölben und Fenstern. Auch die beiden westlichsten Obergadenfenster haben Spitzbögen. Teilweise spitzbogig sind die Fenster des Vierungsturms. Ansonsten zeigen das Mittelschiff des Langhauses ebenso wie das Querhaus eine typisch spätromanische Kombination rundbogiger romanischer Wandöffnungen mit eigentlich schon gotischen spitzbogigen Rippengewölben.

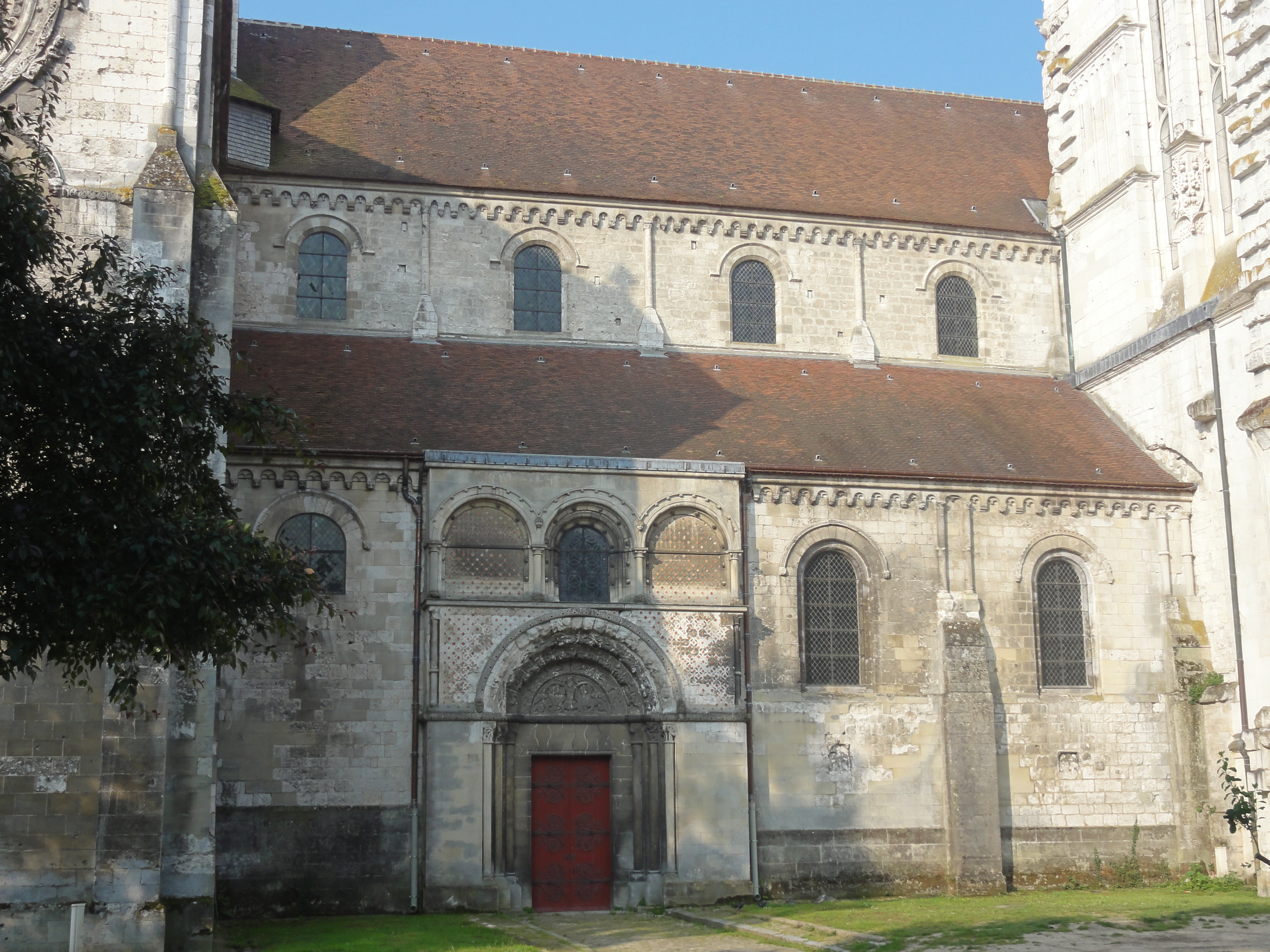
Nordseite des Langhauses
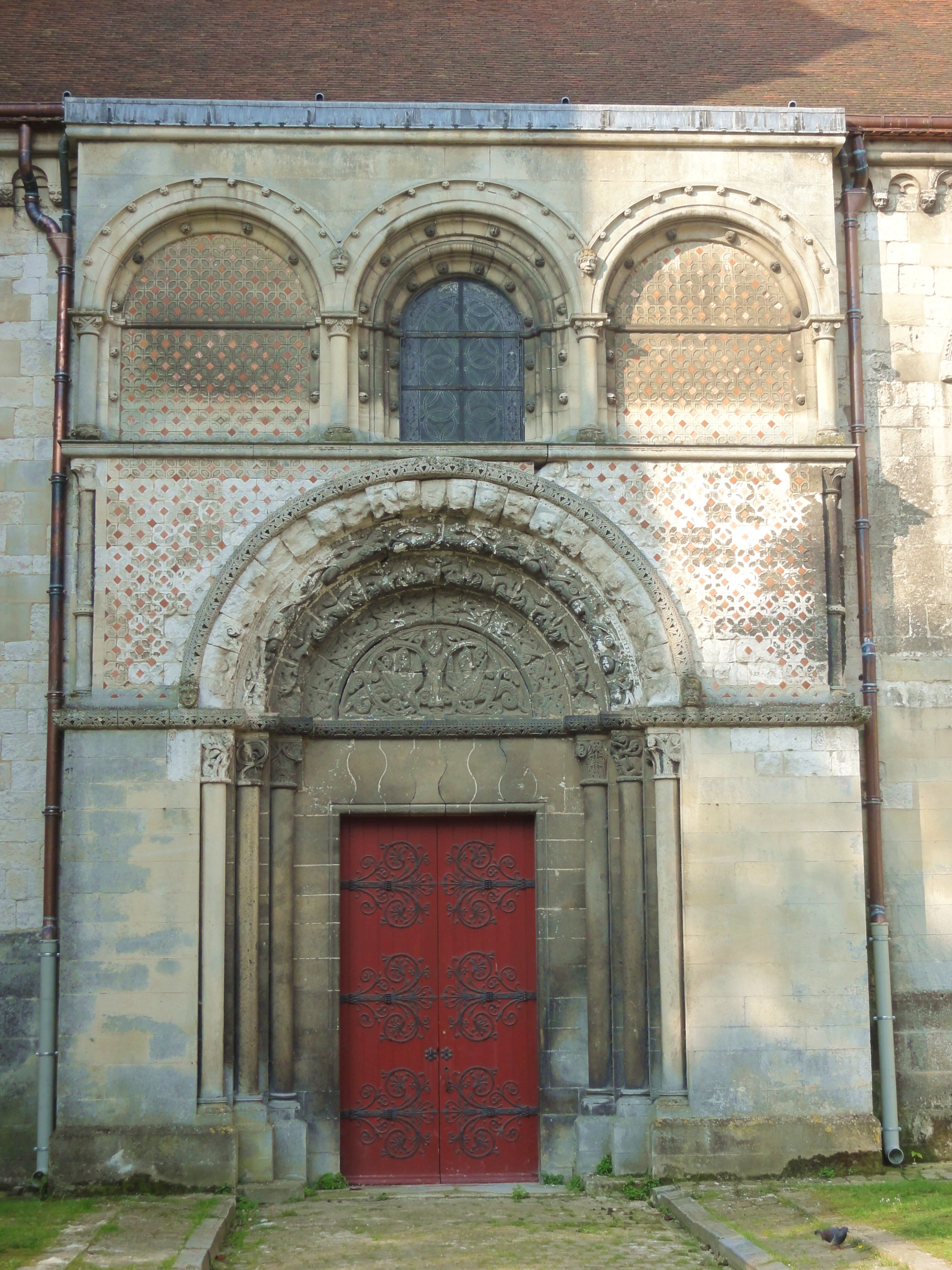
Portal auf der Nordseite
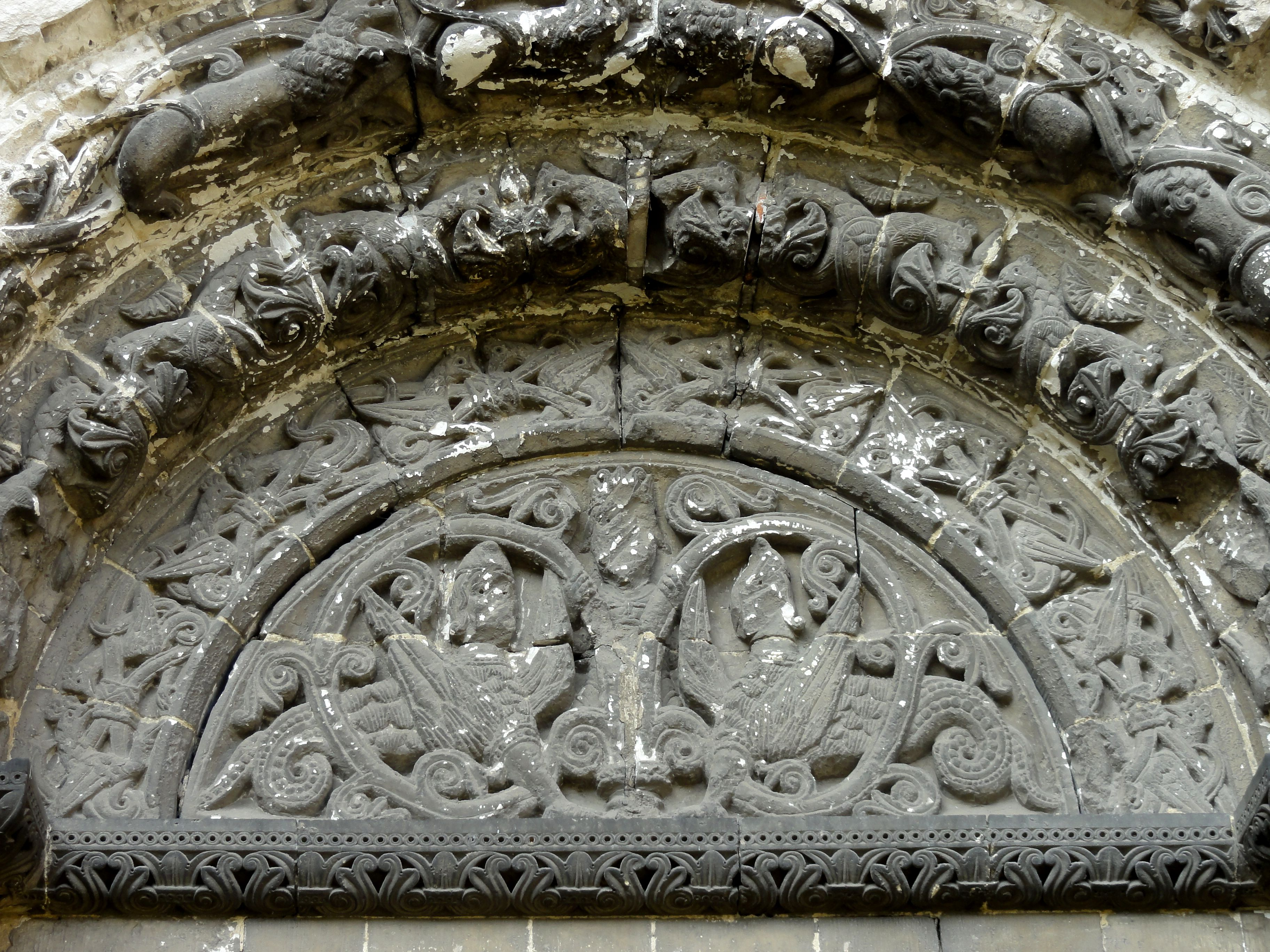
Tympanon des Nordportals
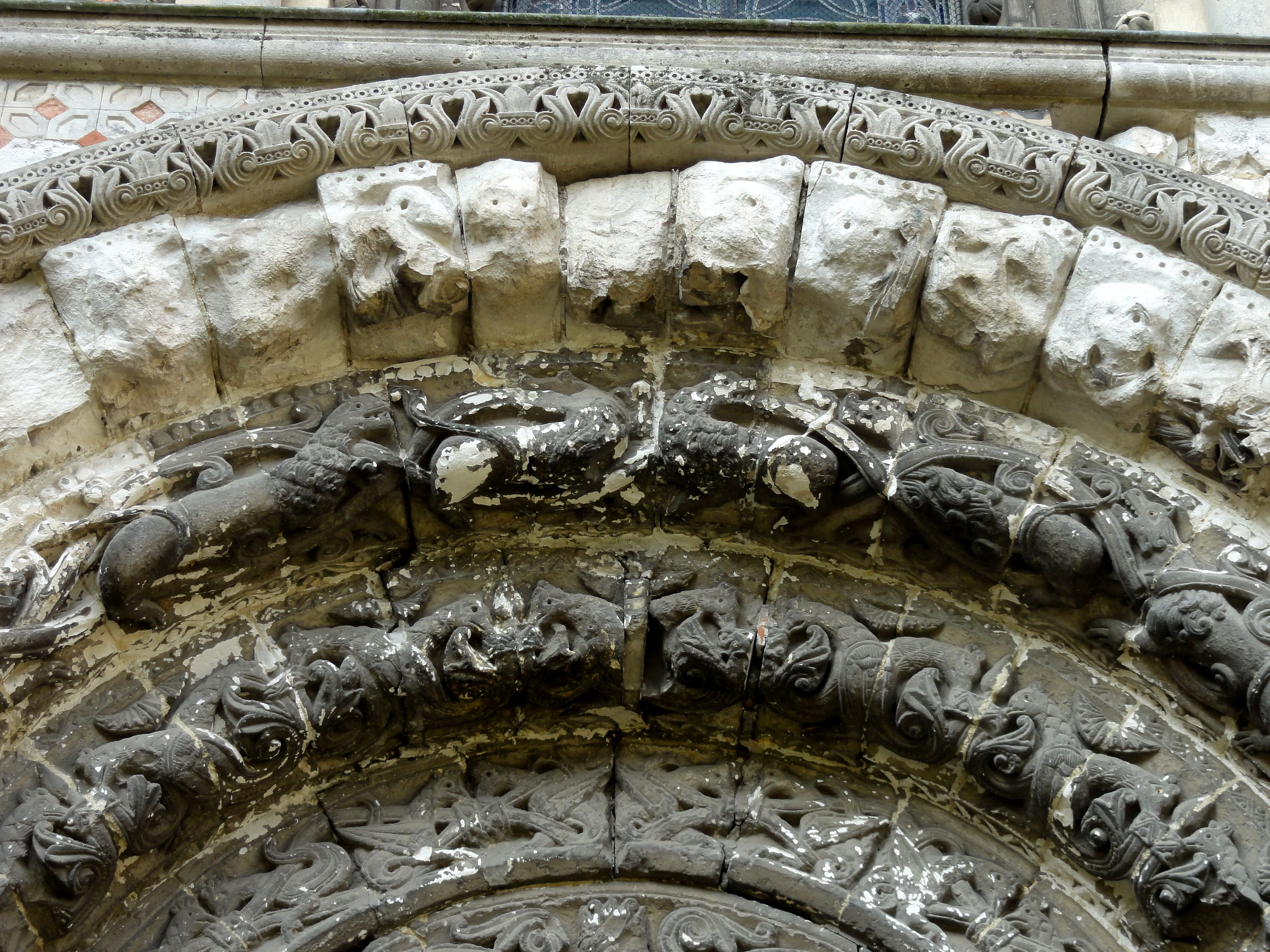
Archivolten des Nordportals
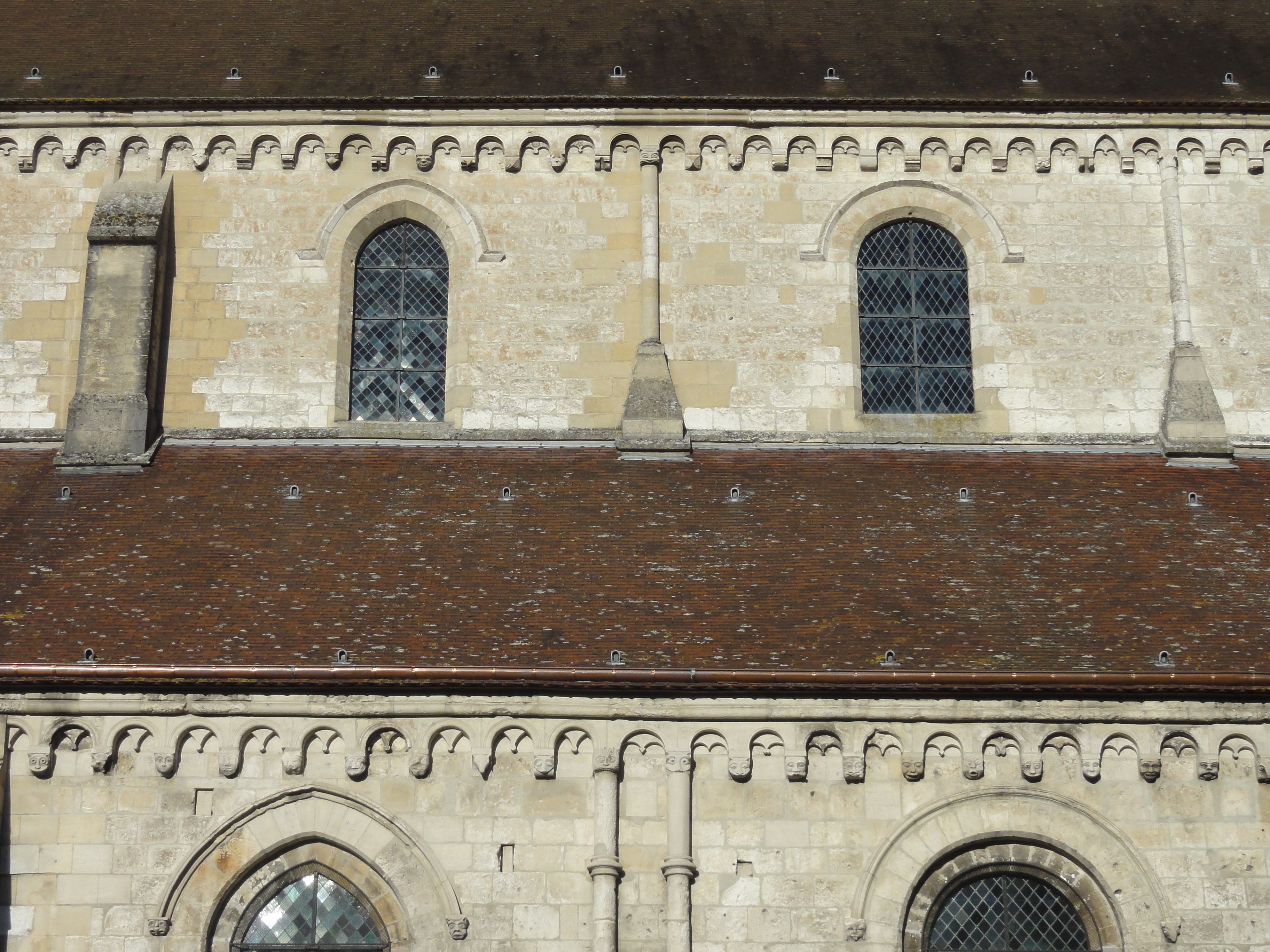
Seitenschiff (Ausschnitt)

#### Westfassade
Die Nordseite der Westfassade ist durch das Untergeschoss des spätgotischen Turms zerstört worden; an der Nordseite des Turms selbst sind noch die hervorstehenden Steine zu erkennen, die die Ausmaße des neuen Langhauses andeuten. Der romanischen Westfassade vorgebaut ist ein hochgotisches Eingangsportal aus der Mitte des 13. Jahrhunderts, dessen Tympanon als zentrales Thema eine Marienkrönung mit zwei seitlich knienden Engeln zeigt. Die Köpfe der beiden Hauptfiguren aber auch der figürliche Schmuck der Archivolten wurden von den Revolutionären weitgehend zerstört. Auch die eingestellten Säulen des Portalgewändes sind verschwunden – nur ihre Basen und Kapitelle sind noch zu erkennen. Auf der Südseite befindet sich noch das reichgestaltete romanische Blendportal mit einem aufwendig gerahmten Rundfenster darüber; die achtfach gezackte Fensterrosette wiederholt sich in deutlich einfacherer Form im mittleren Giebelfeld.

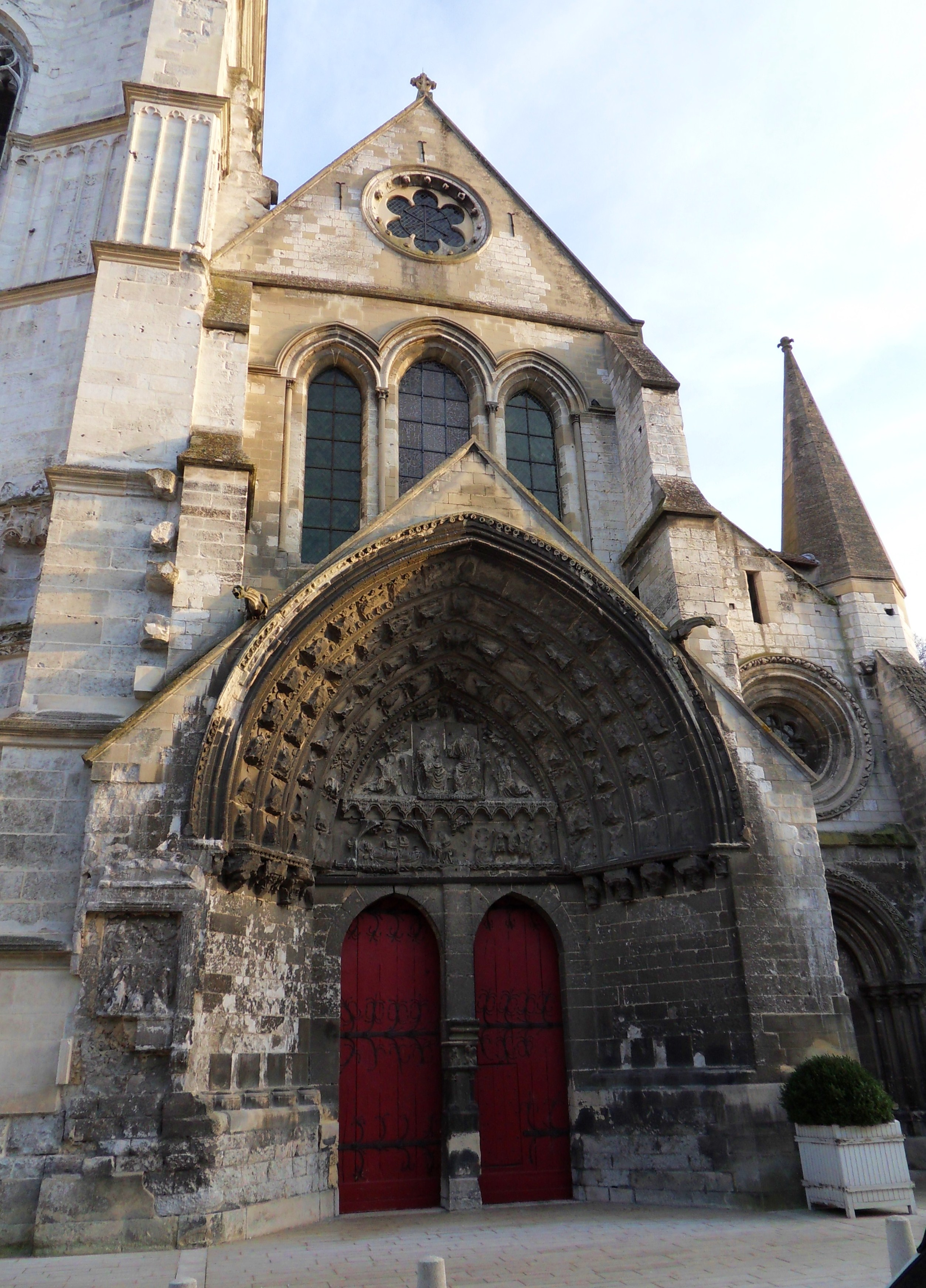
Westfassade
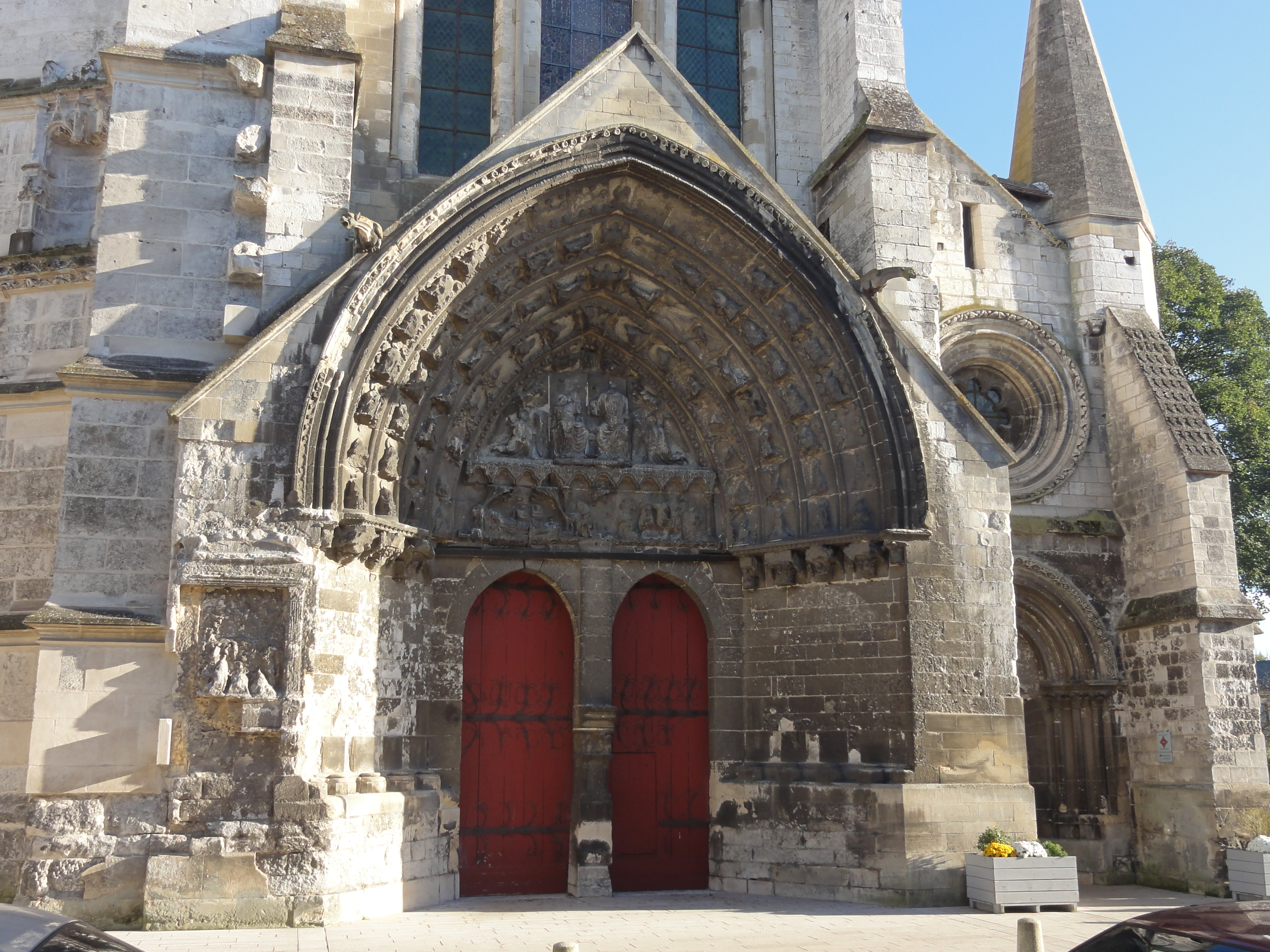
Westfassade (Ausschnitt)
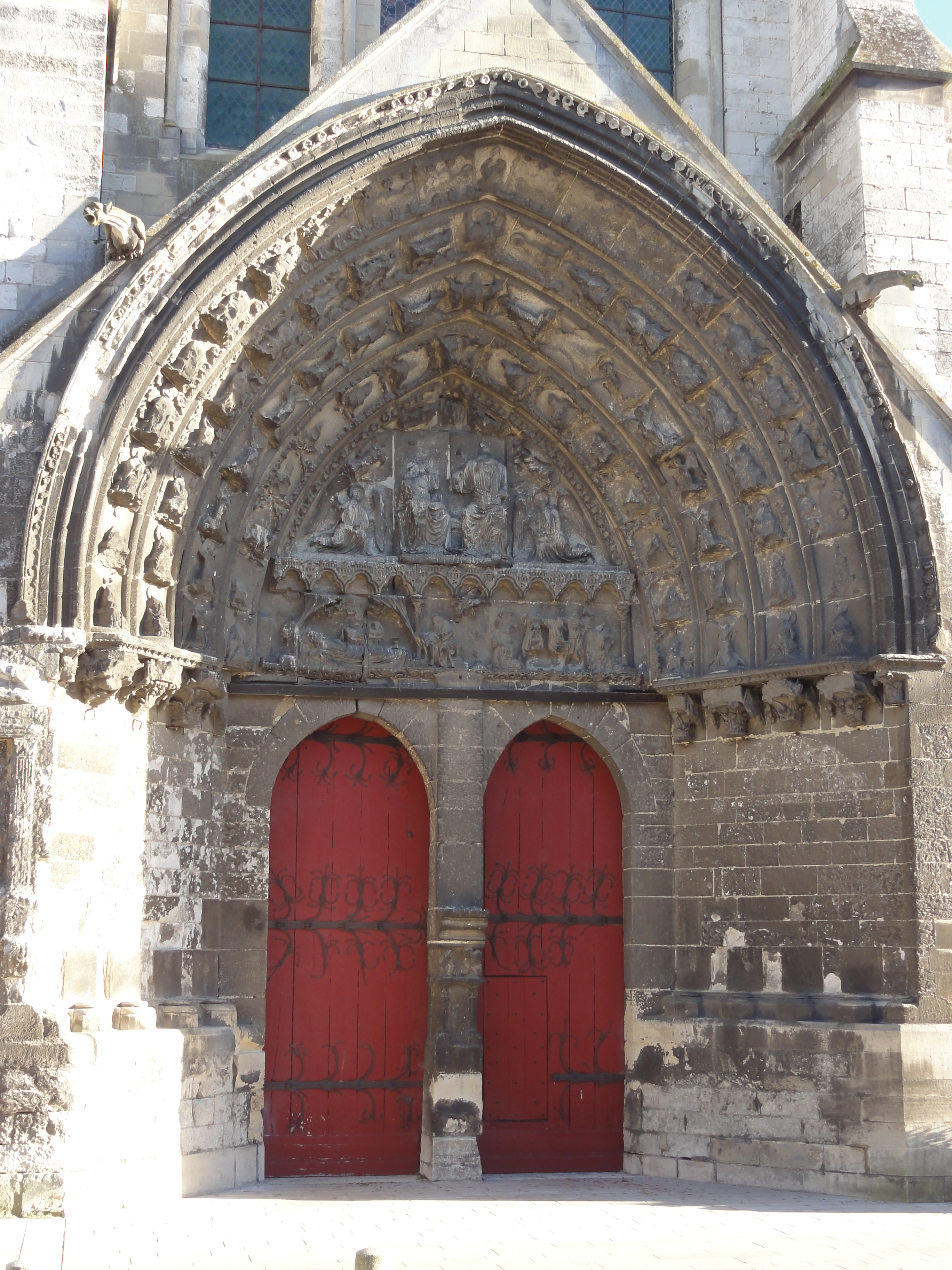
Westfassade, Mittelportal

### Spätgotischer Chor
Der große, aber nicht mit einem Umgang versehene spätgotische Chor von Saint-Étienne ist dreischiffig und darüber hinaus mit seitlichen Kapellen ausgestattet, deren Fenster Flamboyant-Maßwerk zeigen. Die durch die schlanken Strebebögen teilweise verdeckten oberen Fenster zeigen ein abweichendes Flamboyant-Dekor; das Stabwerk endet in Rundbögen, wie sie in der Renaissance wieder üblich wurden. Oberhalb der Dachtraufe verläuft eine durchbrochene, aber mit Fischblasenmaßwerk gefüllte Brüstung, die von kleinen Fialen unterbrochen bzw. eingefasst ist.

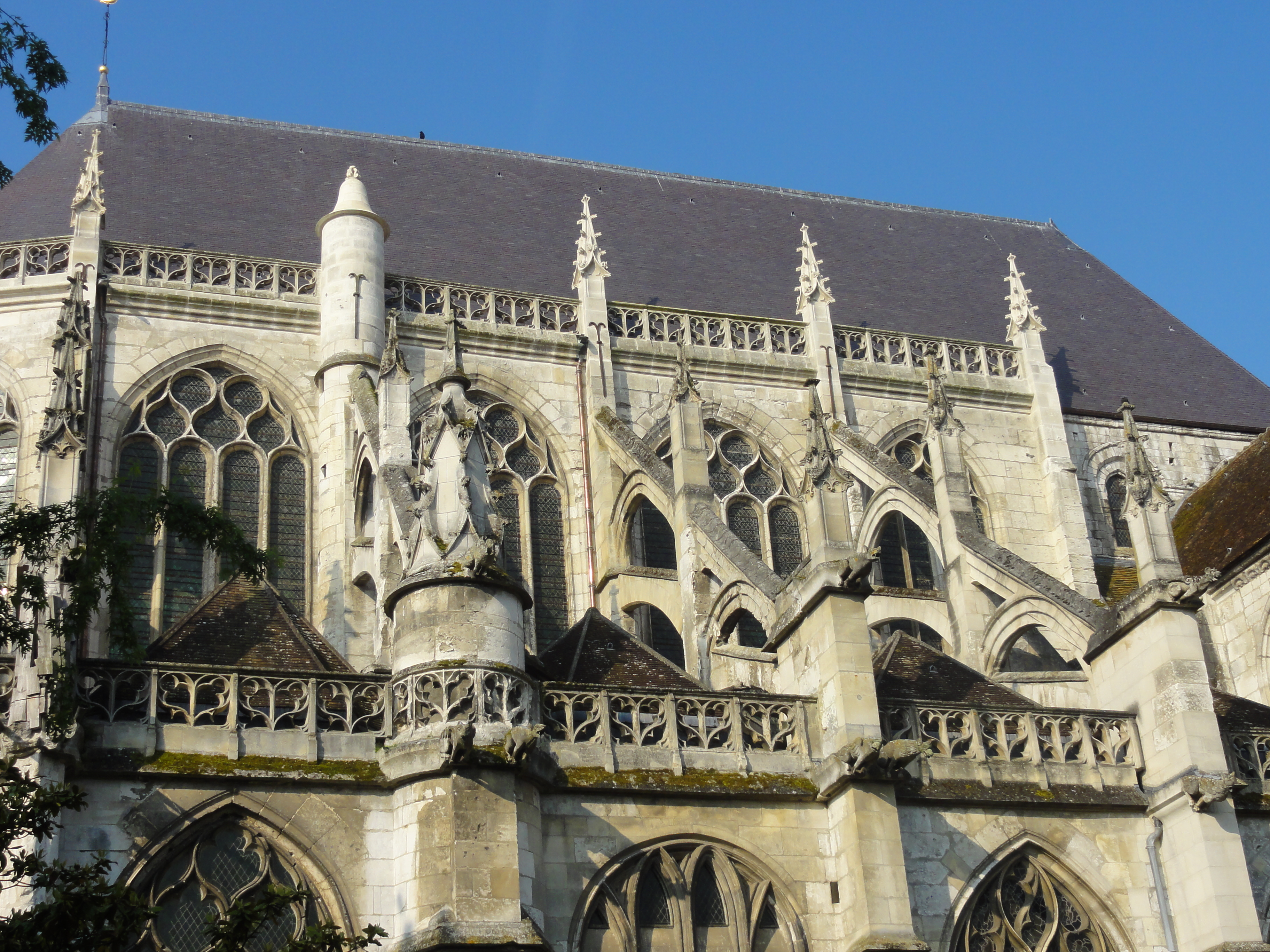
Chor
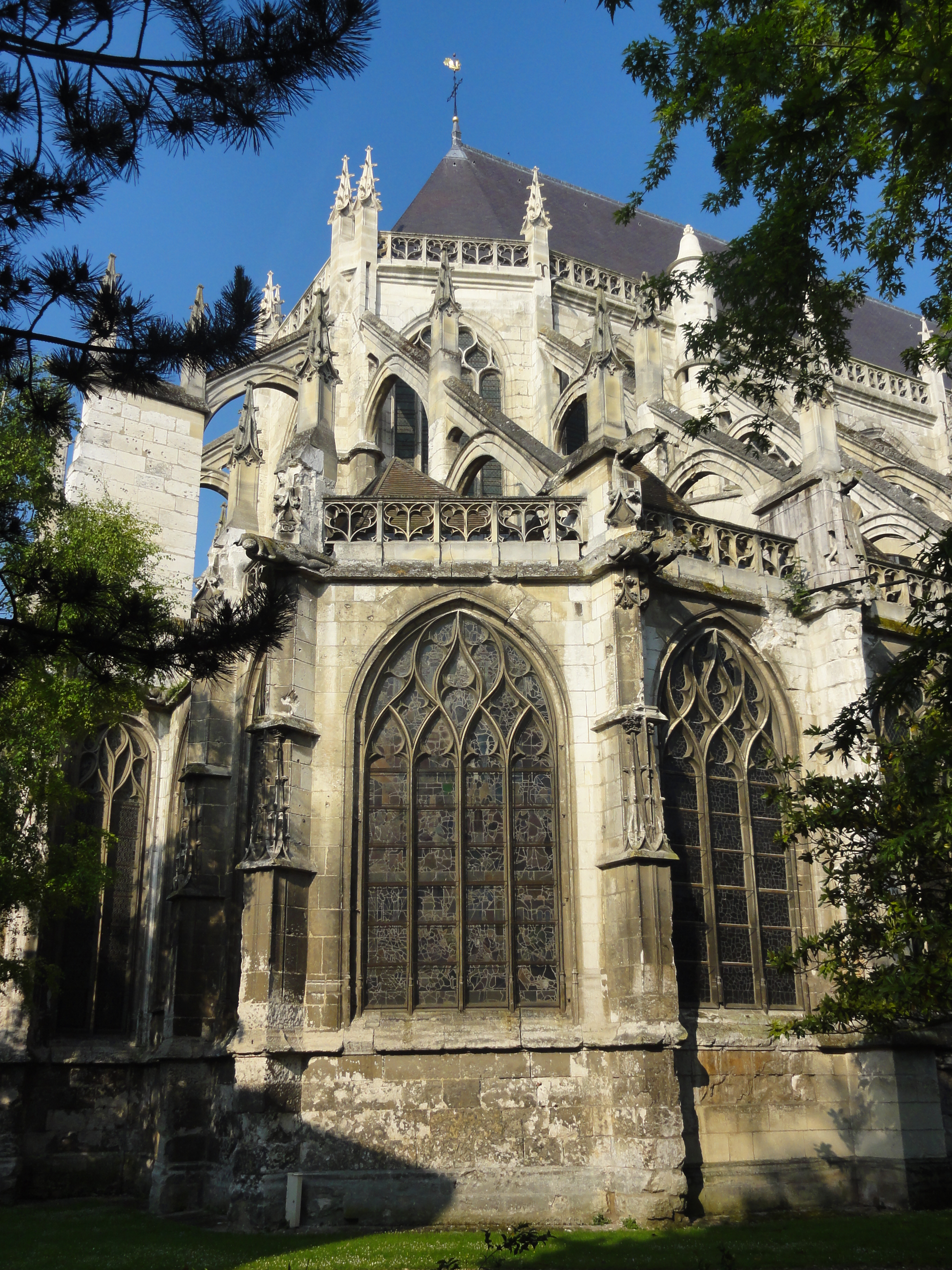
Chor (Ausschnitt)

### Innenraum

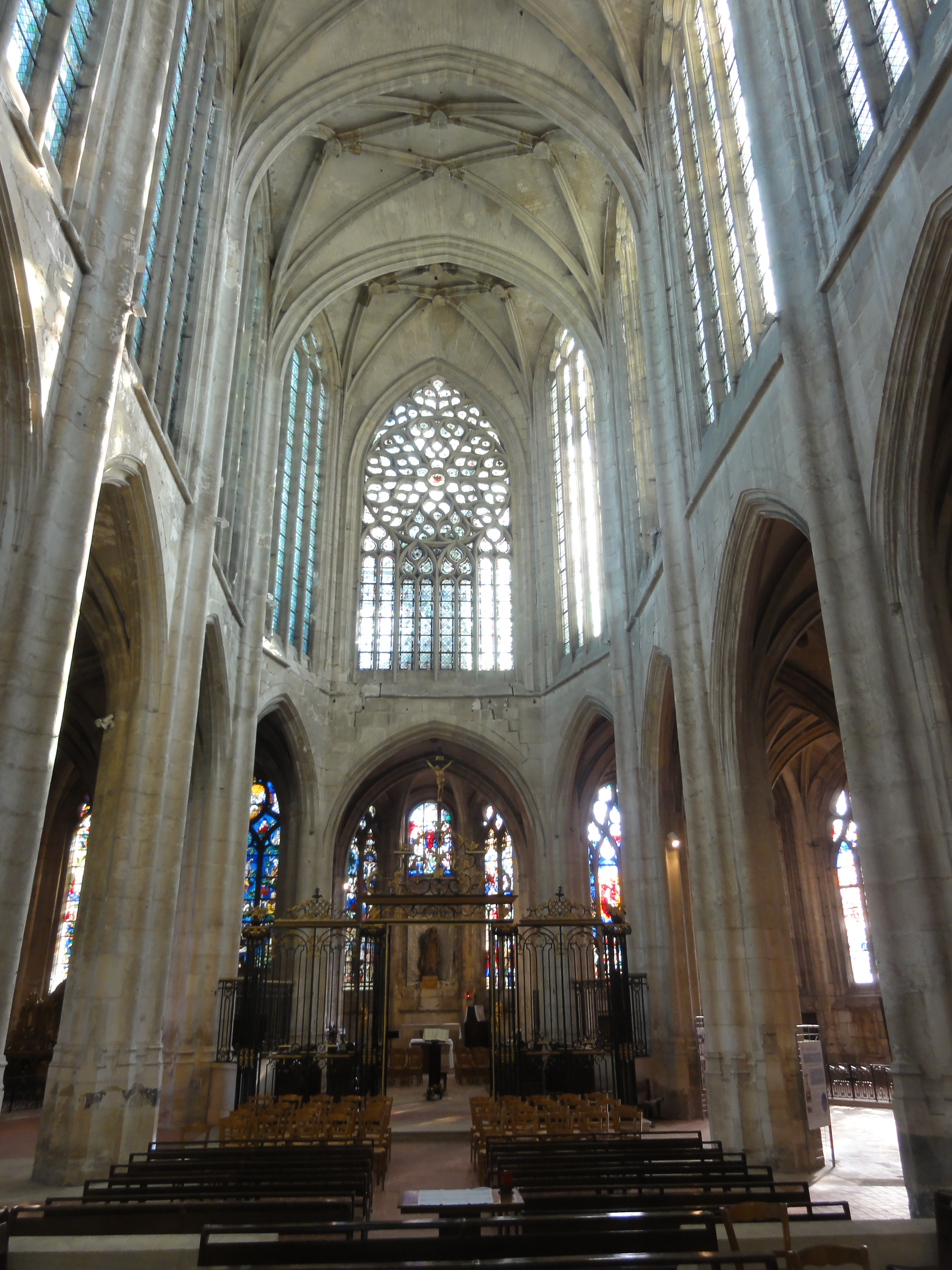
Chor

Der Kirchenraum ist dreischiffig; der Wandaufriss im Mittelschiff zeigt ein zwischen der Arkadenzone und dem Lichtgaden befindliches Triforium, das jedoch lediglich als schmaler Laufgang ausgebildet ist und nicht die ganze Jochbreite einnimmt. Die der Wand vorgelegten Säulen und das Kreuzrippengewölbe scheinen original zu sein und damit der Zeit des beginnenden 13. Jahrhunderts anzugehören. Die einfachen Kreuzrippengewölbe im südlichen Seitenschiff gehören einer frühen Bauphase (um 1185) an und stehen somit am Anfang der meisten Rippengewölbe in Nordfrankreich. Das Querhaus zeigt ein ähnliches Gewölbe wie das Mittelschiff; die (scheinbar) tragenden Säulen auf der Ostseite sind jedoch beim Bau des spätgotischen Chores bis auf kurze Stümpfe gekappt worden. Der Bereich der Vierung ist erhöht und durch hochgelegene Fenster belichtet; das Gewölbe gleicht denjenigen im Chorbereich. Der ebenfalls dreischiffige aber mit Seitenkapellen ausgestattete Chor zeigt einen in der Spätgotik üblichen zweigeschossigen Wandaufriss bestehend aus Arkadenzone und großflächigem Lichtgaden im Mittelbereich; die Rippengewölbe mit ihren überaus dekorativen Schlusssteinen sind deutlich spielerischer als im Langhaus und ruhen auf miteinander verschliffenen und kapitelllosen Wandvorlagen.

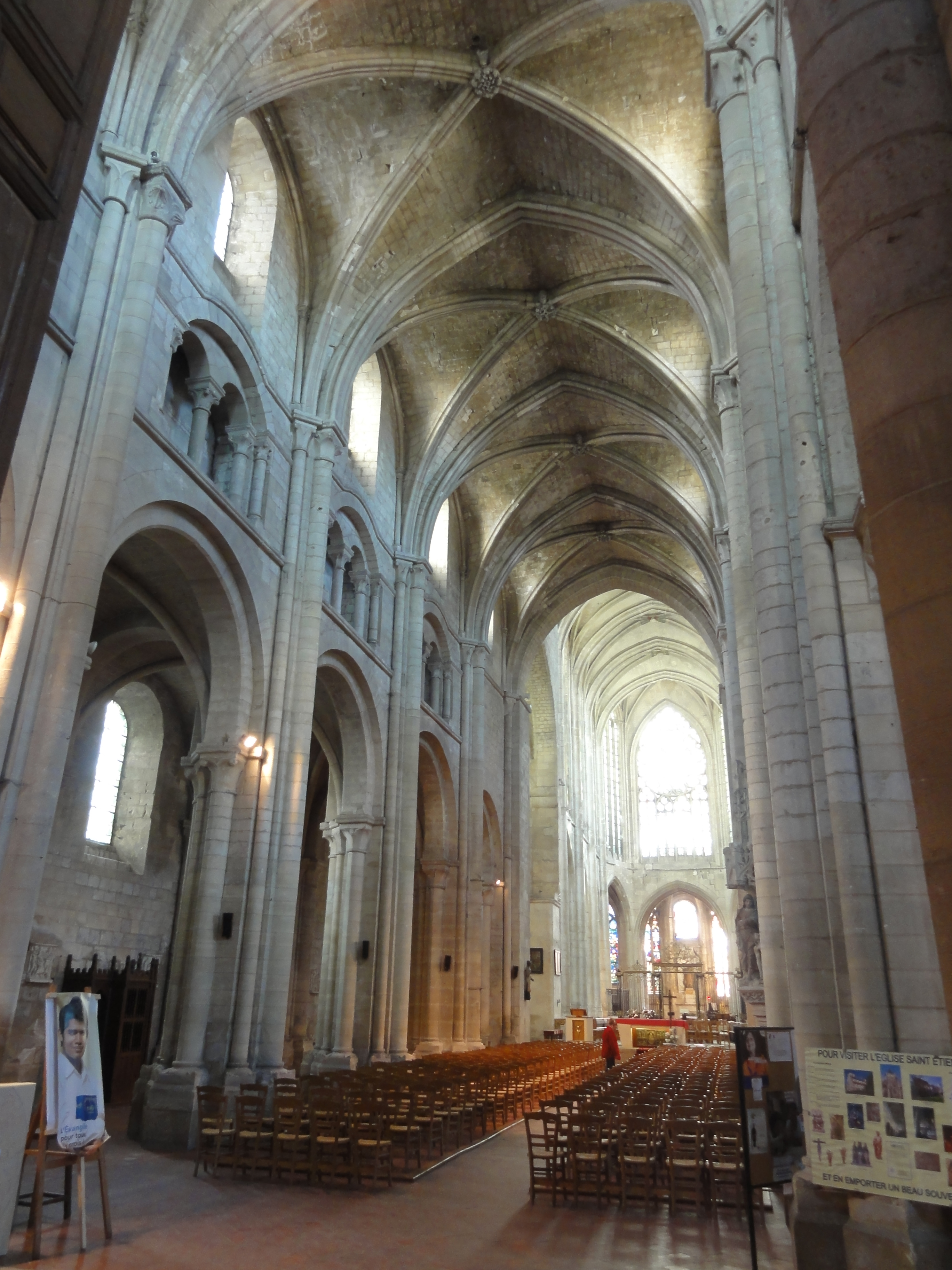
Mittelschiff des Langhauses
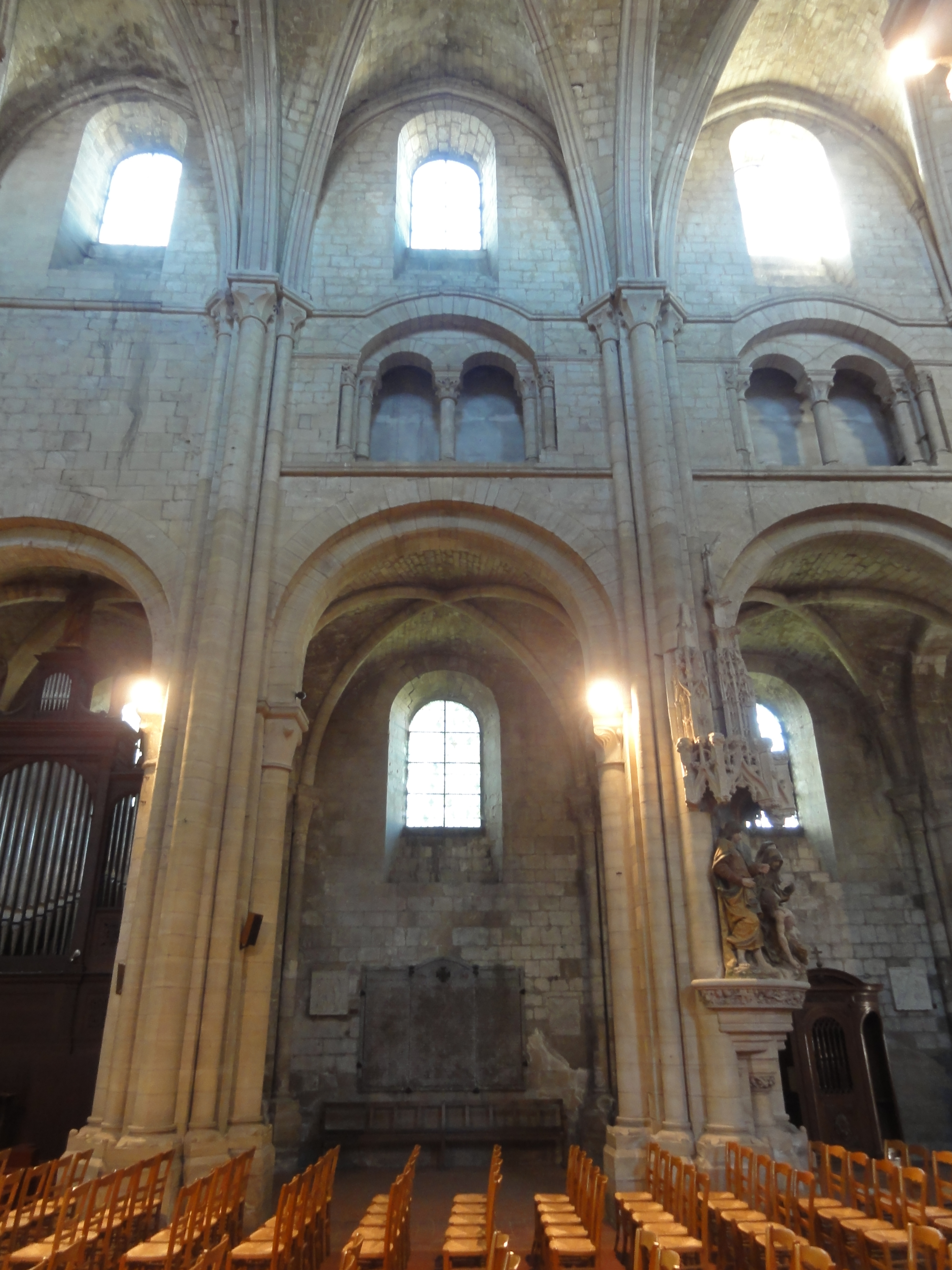
Wandaufriss im Mittelschiff
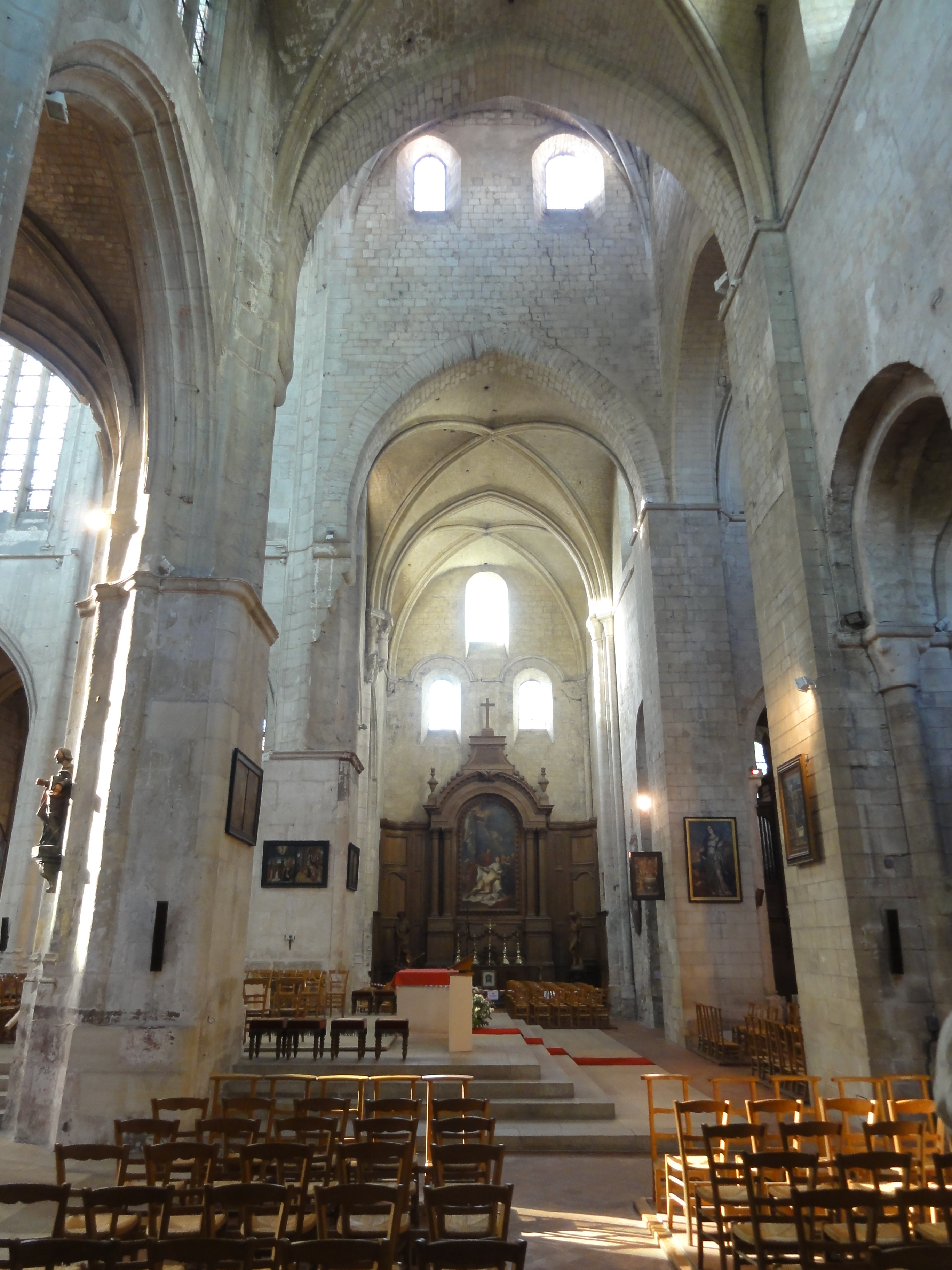
Querhaus → Süden

## Ausstattung

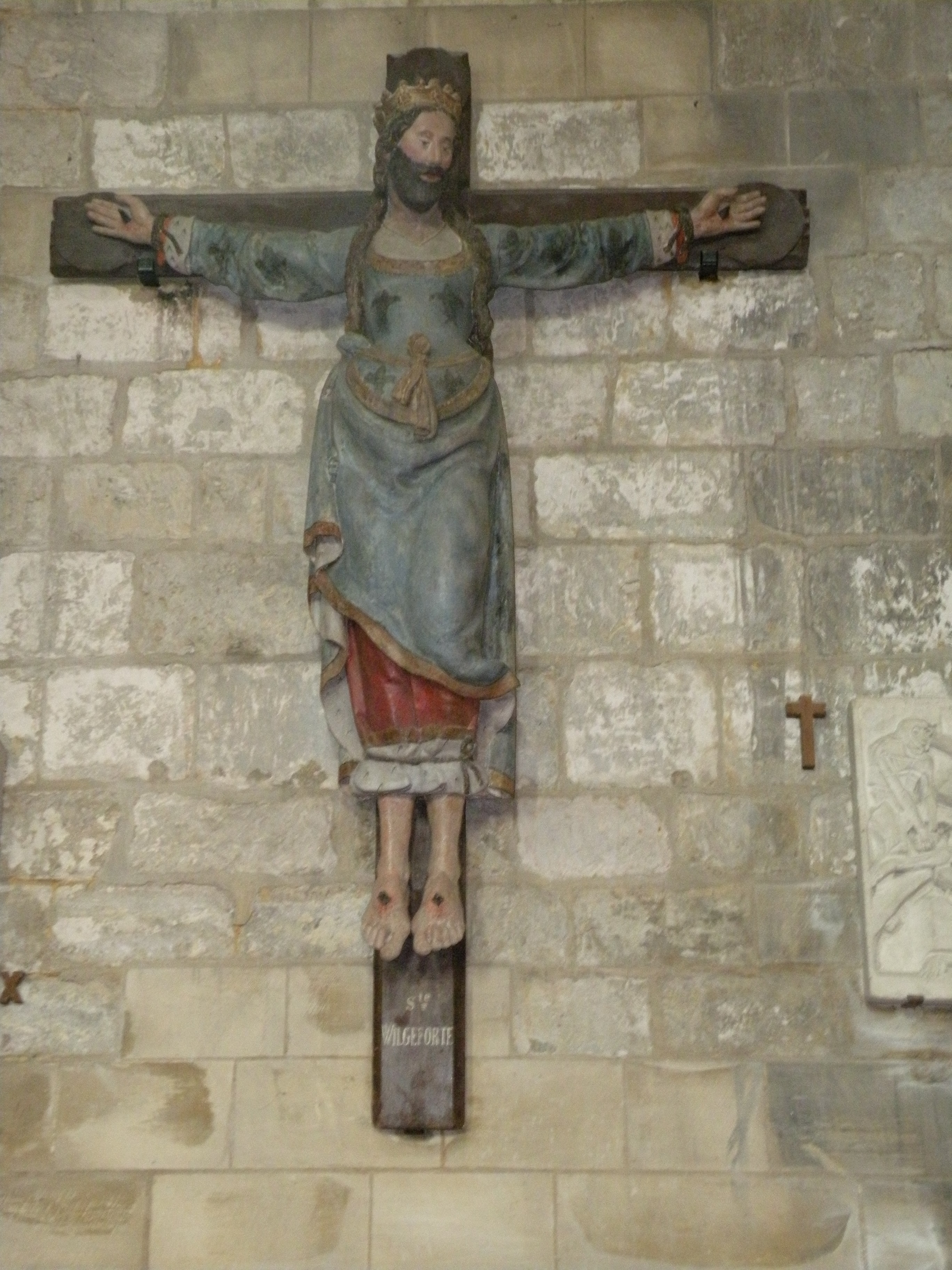
Hl. Wilgefortis

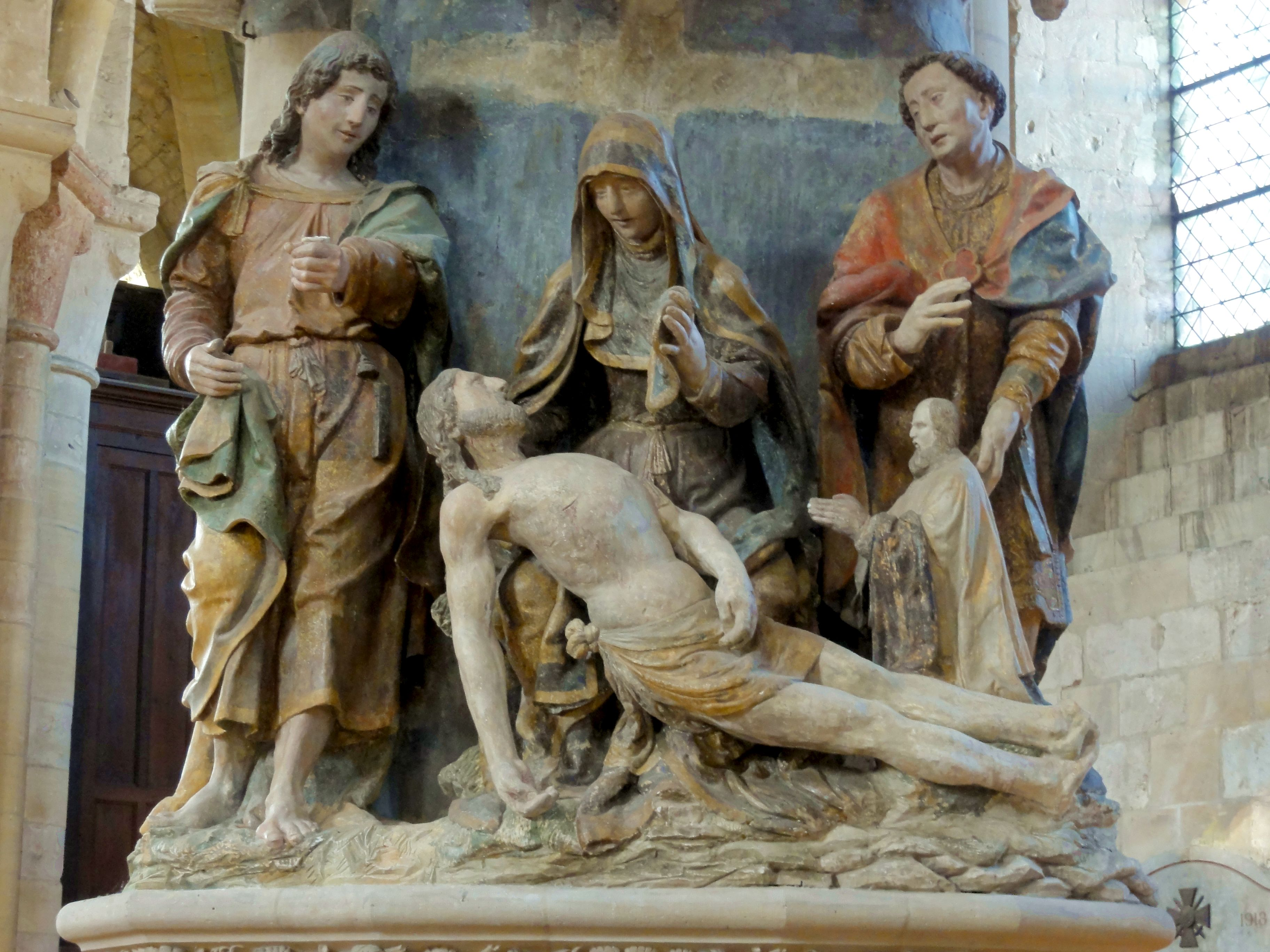
Pietà-Gruppe

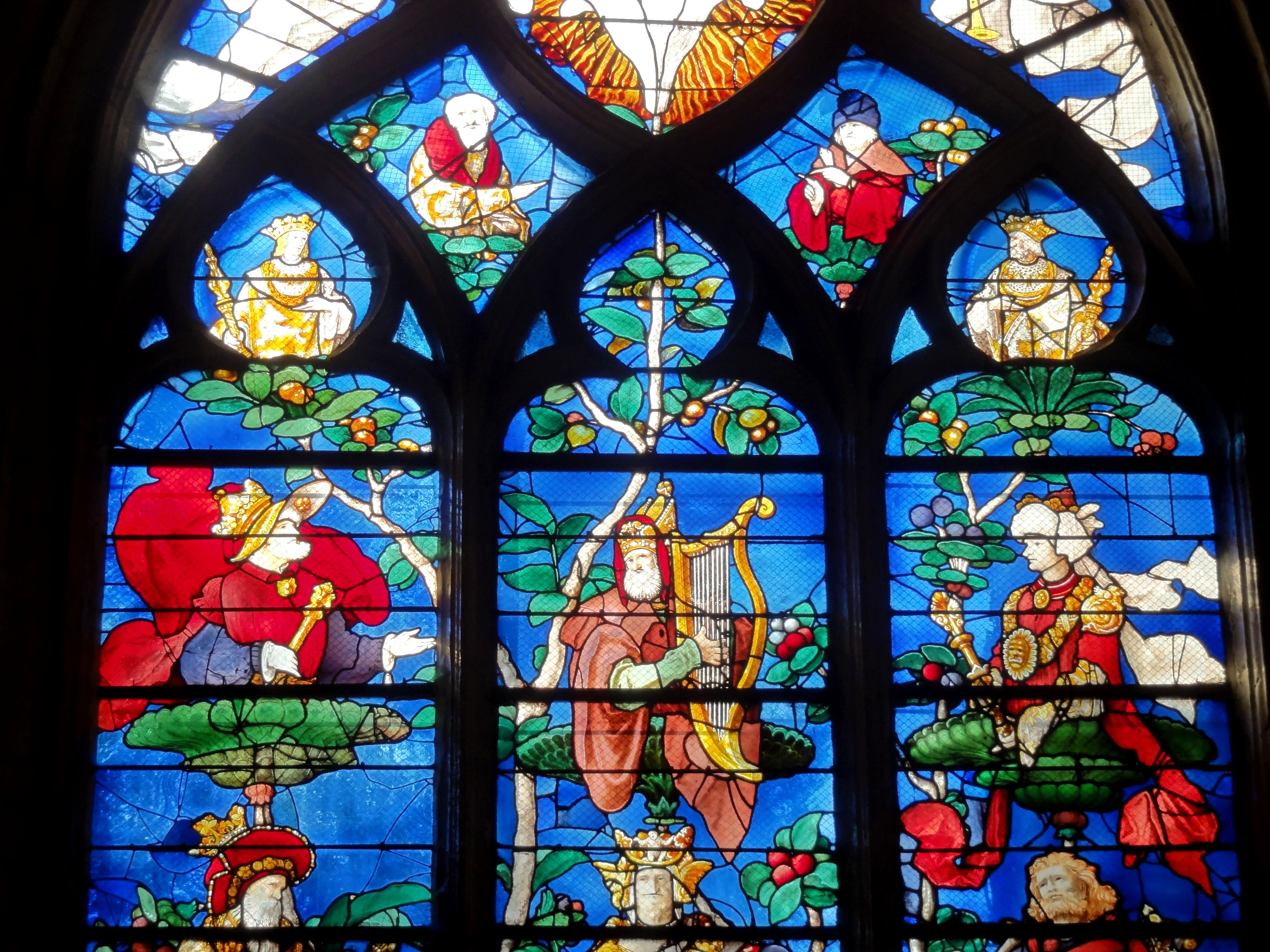
Oberer Teil des Wurzel-Jesse-Fensters

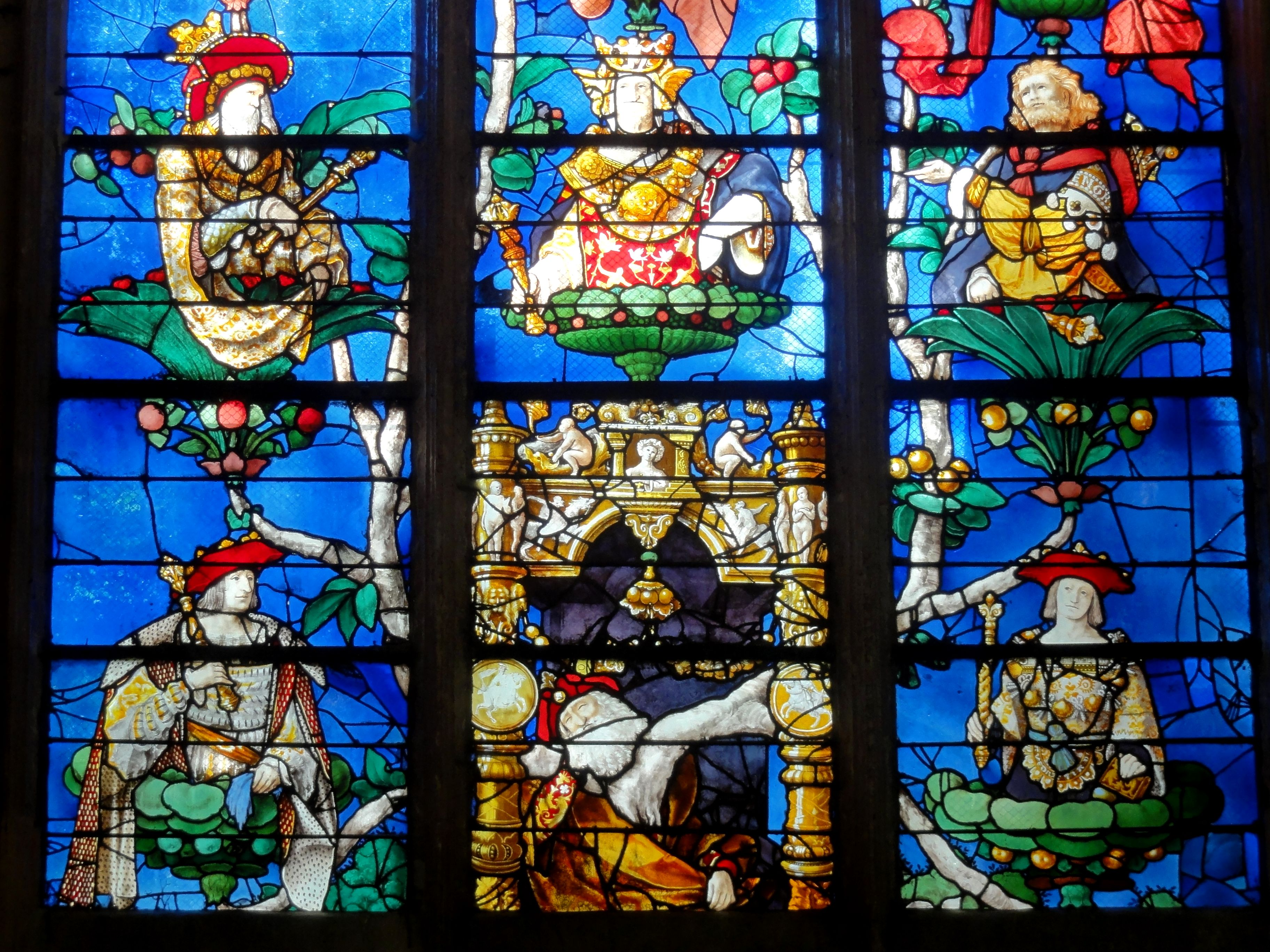
Unterer Teil des Wurzel-Jesse-Fensters

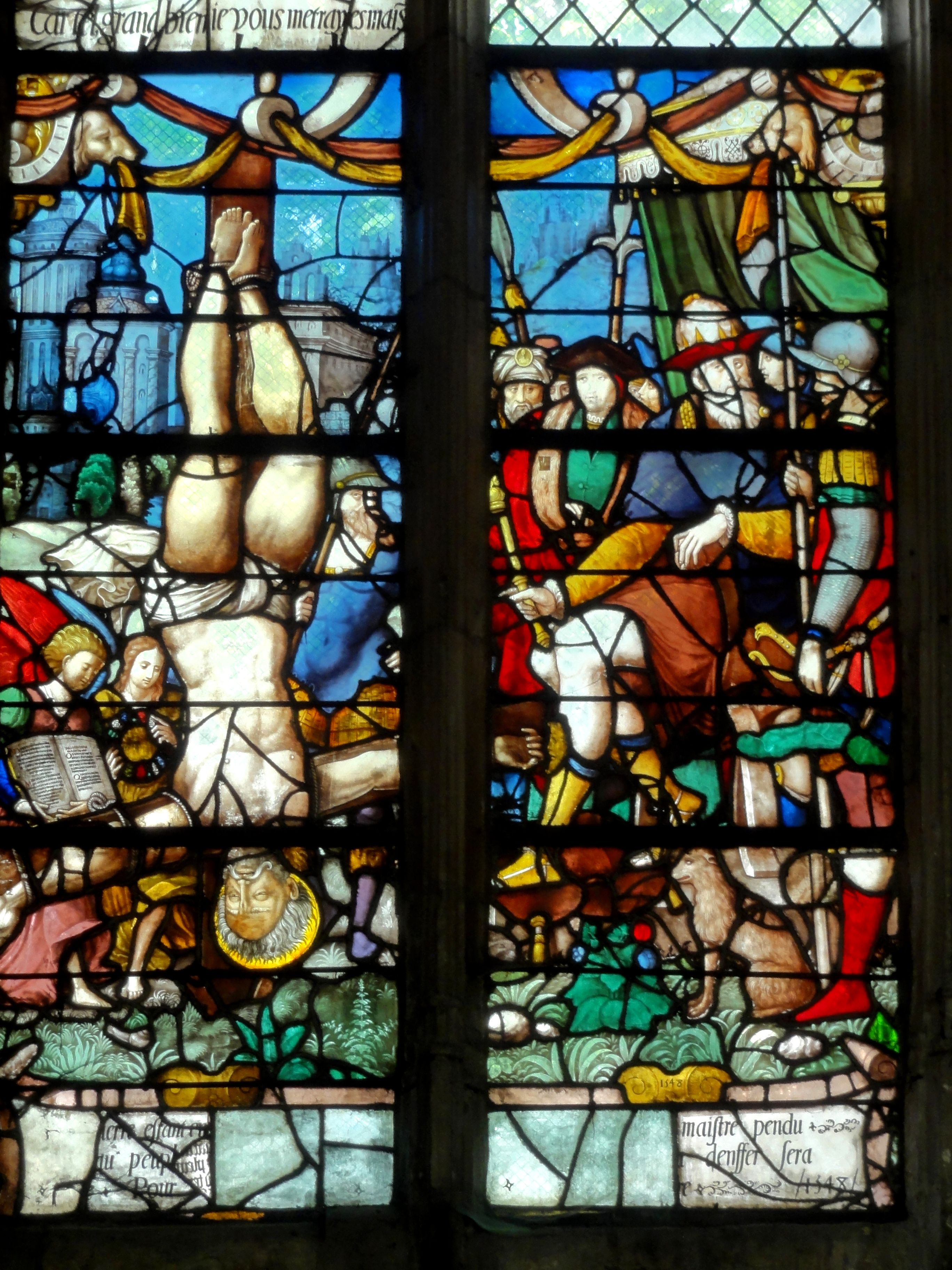
Fenster mit der Kreuzigung Petri

Die außerordentlich reiche Ausstattung der Kirche entstammt größtenteils dem 16. Jahrhundert – hierzu gehören insbesondere mehrere Fenster des Renaissance-Glasmalers Engrand Leprince, der in den 1520er Jahren auch für die Kathedrale tätig war, sowie mehrere Holz- und Steinskulpturen.
Langhaus
- Gleich hinter dem Eingang an der Außenwand des südlichen Seitenschiffs hängt die skurrile und halb sagenhafte Figur der hl. Wilgefortis; die bärtige Heilige am Kreuz wurde im ausgehenden Mittelalter und später vom Volk sehr verehrt.
- An einer Säule des Mittelschiffs befindet sich die Figurengruppe einer Pietà mit den Begleitfiguren des Jüngers Johannes und des hl. Stephanus, zu dessen Füßen eine kleine Stifterfigur kniet.

Chapelle Notre-Dame de Lorette
- Die Loreto-Kapelle im nördlichen Chorseitenschiff öffnet sich in ganzer Breite zum Chor hin. Das Nordfenster zeigt Szenen aus der eher sagenhaften Loreto-Legende.
- Im Chorseitenschiff steht die steinerne, aber farbig bemalte Figur des gefesselten Christus, der mit einem Lendentuch und einem roten Mantelumhang bekleidet ist.

Chapelle Saint-Claude
- Das Ostfenster der dem hl. Claudius von Condat, einem lange Zeit in Frankreich sehr populären Heiligen, geweihten Kapelle am Ende des nördlichen Seitenschiffs birgt das farblich und kunsthandwerklich hervorragend gearbeitete Fenster mit der Darstellung der Wurzel Jesse. Die Darstellung des Stammbaums Christi zeigt mehrere alttestamentliche Personen, darunter König David mit der Harfe. Auf einer Armbinde des Königs Roboam, des Sohnes von Salomo sind die Buchstaben ENGR zu sehen. Der ruhende Jesse wird gerahmt von den zeitgenössischen Herrschern Franz I. (links) und Karl V. (rechts). Der mittlere Zweig des Baumes endet in einer Lilienblüte mit der strahlenumkränzten Gottesmutter und dem Jesuskind.
- Das Nordfenster zeigt Legenden aus der Vita des Heiligen. Bemerkenswert ist die Darstellung einer von einem grünen Teufel erwürgten Kindsmörderin mit grünen Gewand.

Chor
- Die beiden Figuren von Saint-Vaast und eines anderen Bischofs im modern restaurierten bzw. rekonstruierten mittleren Westfenster über der Orgeltribüne sind die ältesten Glasmalereien der Kirche.
- Das Chorgestühl (stalles) ist vor allem wegen der Miserikordien interessant, die kleine zumeist unkirchliche Motive wie Fratzen etc. zeigen.

Chapelle Saint-Nicolas
- Das Ostfenster stammt aus der Werkstatt von Engrand Leprince und zeigt eine Darstellung des Jüngsten Gerichts – in der unteren Ebene links von der Mitte eine Darstellung des Erzengels Michael, dahinter die Geretteten; unten rechts von der Mitte die von den Teufeln gepackten Verdammten, dahinter das Bildnis des Stifters und seiner Frau. Die anderen Fenster sind oft restauriert und ergänzt worden – zuletzt im 20. Jahrhundert.
- Hier steht auch die Schnitzfigur der hl. Angadrisma, einer Märtyrerin des 7. Jahrhunderts und Schutzpatronin der Stadt Beauvais.
- Auf einem Sockel am Eingang zur Kapelle befindet sich eine marmorne Pietà-Skulptur von Justin Chrysostome Samson aus dem Jahr 1861.
- An der Wand sind Teile der hölzernen Chorschranke zu sehen, die mit perspektivischen Darstellungen von Heiligen und Sibyllen geschmückt, die jeweils von Hermen getrennt sind.

Chapelle Sainte Marthe
- Der hölzerne Schnitzaltar zeigt eine Ecce-Homo-Darstellung, die von zwei Frauenfiguren (Margareta von Antiochia und die hl. Martha von Bethanien) gerahmt wird, die beide unter ihren Füßen einen sich windenden Lindwurm zertreten.

Chapelle Saint-Pierre
- Das Glasfenster zeigt Szenen aus dem Leben und Sterben des Apostels Petrus, der sich der Legende nach mit dem Kopf nach unten kreuzigen ließ.

## Orgeln

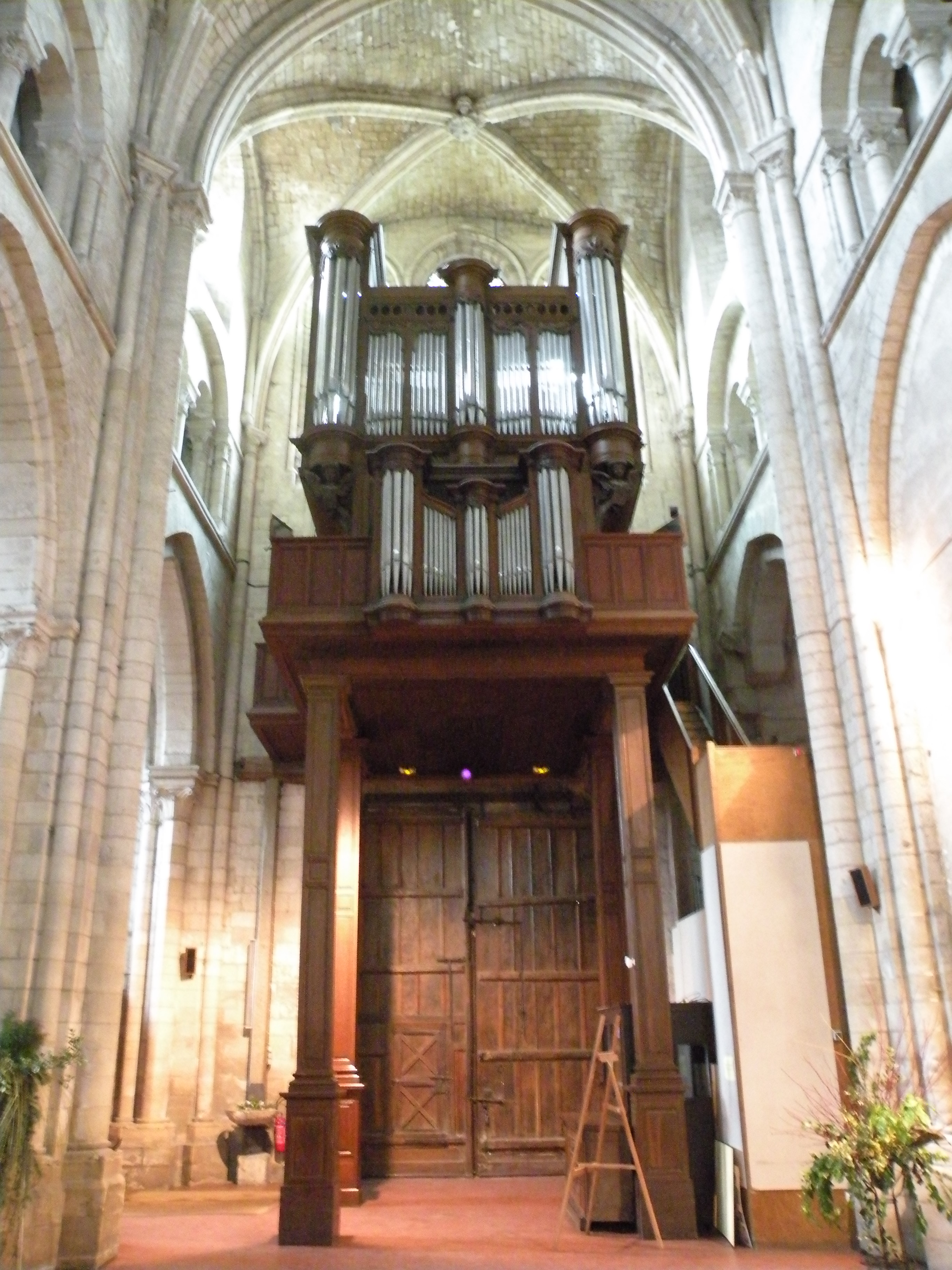
Große Orgel

In Saint-Etienne gibt es zwei Orgeln: die Hauptorgel und eine Chororgel. Die Hauptorgel geht in Teilen zurück auf ein Instrument aus dem 17. Jahrhundert. Das heutige Instrument wurde 1954 durch den Orgelbauer Jacquot-Lavergne (Rambervillers) erbaut. Erhalten ist der historische Prospekt. Das Instrument hat 39 Register auf drei Manualwerken und Pedal.
| I Hauptwerk C–f3 |       |
| Bourdon          | 16′   |
| Montre           | 8′    |
| Flûte harmonique | 8′    |
| Bourdon          | 8′    |
| Salicional       | 8′    |
| Prestant         | 4′    |
| Quinte           | 2 ⁄3′ |
| Doublette        | 2′    |
| Plein-Jeu V      |       |
| Trompette        | 8′    |
| Clairon          | 4′    |

| II Positif C–c4  |        |
| Flûte de creuse  | 8′     |
| Cor de nuit      | 8′     |
| Flûte douce      | 4′     |
| Nazard           | 2 ⁄3′  |
| Quarte de Nazard | 2′     |
| Tierce           | 1 3⁄5′ |
| Cromorne         | 8′     |
| Voix humaine     | 8′     |

| III Récit expressif C–c4 |     |
| Quinton                  | 8′  |
| Diapason                 | 8′  |
| Flûte                    | 8′  |
| Gambe                    | 8′  |
| Voix céleste             | 8′  |
| Flûte                    | 4′  |
| Octavin                  | 2′  |
| Plein-Jeu IV             |     |
| Bombarde                 | 16′ |
| Trompette                | 8′  |
| Clairon                  | 4′  |
| Basson-Hautbois          | 8′  |

| Pedal C–g1 |     |
| Soubasse   | 16′ |
| Flûte      | 16′ |
| Basse      | 8′  |
| Flûte      | 8′  |
| Flûte      | 4′  |
| Bombarde   | 16′ |
| Trompette  | 8′  |
| Clairon    | 4′  |